# ヒューマンバグ大学 闇の漫画
ヒューマンバグ大学 闇の漫画（ヒューマンバグだいがく やみのまんが）は、人間の闇をテーマとして漫画動画を公開しているYouTubeチャンネル。通称：バグ大（ばぐだい）・ヒューバグ。題材には実話が選ばれ、世界中で起きた事件をテーマに「危機管理」を基本理念として動画を公開している。裏社会や犯罪といった陰鬱なテーマであっても、それを通して教訓を学ぶことを目的としているため、回避不能で絶望的なテーマや視聴者を単に不快にさせるテーマは回避されている。
プロデューサーは平山勝雄。

## 沿革
『ダウンタウンDX』『秘密のケンミンSHOW』などで演出・プロデューサーを担当した平山勝雄が、YouTubeで流行し始めた漫画動画に着目し、映像制作に携わっていた自身の技術を用いればさらに再生数を稼げるのではないかと考えてチャンネル開設に至った。開設は2019年で、当時はフェルミ研究所 FermiLabが漫画動画の様式を確立し、後追いのチャンネルが複数開設されていた時期であった。2019年以内にチャンネル登録者数は64万3000人に達し、同年に開設されたチャンネルの中では第3位となった。
2020年8月からは投稿動画の中でも人気の作品がダ・ヴィンチニュースに出張連載された。また、7月時点で英語版チャンネルの製作が予定されている。2020年の1年間で総再生回数は3億929万回を記録し、登録者数1000人以上のYouTubeチャンネルの中では第19位にランクインした。

## 運営
ストーリーやカット割りなどは平山自身が考案しており、人物の表情や背景などは漫画家の表現に一任している。また、台本の製作は当初5,6人で行われていたが、小説投稿サイトでネット小説を執筆していた平山の弟に白羽の矢が立ち、以降は主に平山の弟が担当している。弟の体験談に基づくエピソードも多い。1チャンネルに漫画家が10人以上おり、サブチャンネルを加えた3チャンネル全てで合計30人以上の漫画家がいる。当初漫画家はインターネットを通じて募集していたが、チャンネルの知名度が向上してからは漫画家からコンタクトを取るようになり、募集の必要がなくなったという。動画1本あたりの製作費は7 - 8万円で、運営には1か月あたり200万円以上を要する。
YouTubeチャンネルでの動画更新日は、チャンネル開設当初より年中無休の毎日投稿だったが、ストーリーやクオリティーなどが現在のようになってくると年中無休 → 週5日更新 → 週4日更新と移行していき、2023年4月現在では月・水・金・土の週4日の動画更新で落ち着いている。かつては単発のエピソードも多かったが、2021年後半以降はシリーズ化された物語の投稿が強化され、特に2023年以降は堅気（一般人）が主人公を務める一部のシリーズを姉妹チャンネルに移動させ、裏社会のバトル漫画を中心とした大幅な路線変更が行われている。

## シリーズ・主な登場人物
配信にはそれぞれのシリーズの状況や設定解説動画もあり、それによると以下のシリーズ群は同世界軸で展開されており、活動域が近隣のため別シリーズのレギュラーや準レギュラーが登場したり、コラボになっていたり、特定の事件を別人物視点や立場から描写しているエピソードもある。解説動画では暴対法下であっても警察の力が弱い地域のため、反社組織が自警団的に暴力と仁義によって治安維持している繁華街や夜の町という世界設定になっている。
声の表記は「テレビアニメ / YouTube漫画」。

### 更新中のシリーズ

#### 拷問ソムリエ 伊集院茂夫
主人公は伊集院茂夫。我欲のために理不尽に殺害された被害者の家族・遺族・関係者からの依頼により、凶行に及びながら法の網から逃れのうのうと過ごす外道を拉致して自宅の拷問室に連れ込み、様々な拷問で責め殺す。
伊集院茂夫（いじゅういん しげお）
声 - 子安武人、伊藤 タカユキ
法で裁けない悪人を拷問で処刑する「拷問ソムリエ」。身長は流川曰く180cmくらい。常にソムリエスタイルをしており、下には防具も仕込んでいる。様々な経緯で依頼者を迎えるための事務所をかまえ、秘密の拷問専用部屋を所持している。「人類の闇の遺産」として拷問の探求研究には余年なく、拷問は実際にあった、あるいは伝承されている拷問具や拷問方法を対象者の犯した罪に合わせアレンジして執行している。
シリーズ全体を通しても瓜生龍臣と並び最強の筆頭に上がるほどの戦闘力と殺気は相当なもので、あらゆる武芸・戦闘技術に精通しており、武闘派極道である天羽組の面々が恐れ、かつ一目置くほどで、後述の村田の件で戦闘になった日本刀と居合の達人である和中とも互角に渡り合っている。伊集院は和中に対し「なぜ死に急ぐ」という言葉をかけており、殺すことを不本意に思っていた模様。また、対象者に気取られることなく寸前まで近づけるほど気配を消すことに長けており、こちらは天羽組の須永陽咲也がよくやられているため、須永は伊集院を誰よりも恐れている模様。こういったことから裏社会では「厄災」と評され、恐れられているが、実際に厄災と口にしたのは久我、東雲、我妻の3人。ちなみに伊集院が放つ殺気に怯えなかったのは、依頼人を除けば皆トップクラスの実力者のみ。作中で邂逅したのは、天羽組の天羽組長・和中・野田・須永・小林・小峠・南雲・青山（怒りモード時含む）・（女装ミッション中の）香月・飯豊・速水・宇佐美、京極組の一条・六車・仙石・守若・佐古・ルーク、元CODE-ELの瓜生・金鳳・鵺・鶴城・カリン・さゆり、エルペタスのイヌワシ・オリオン・世良・ミスト、獅子王組の犬亥・井上・伊武、天王寺組の渋谷・戸狩・陣内・千堂・羅威刃の東雲・秋元・妹尾、戒炎の我妻、愛天雄の羽柴・如月、ナツメ金融の三門、鬼頭丈二、元雲嵐、死神羅漢の呉英宇・呉英浩、神城組の神城組長・長門・市合・百田、裏神の香坂・反町・鳳崎、マッド・カルテルのダヴィッツ。
あらゆる登場人物の中でも特に洞察力・回避能力に優れており、小湊圭一や山田康生の卑怯な手を見抜いたこともある。
エピソードによっては上半身裸になるシーンもあり、武道で鍛え上げられた肉体は引き締まっている。また、左肩のあたりにおそらく若い頃に負ったと思われる大きな古傷がある。
海外にも同業拷問ソムリエが存在しておりお互い協力関係にある。ある時は海外逃亡した罪人を現地の拷問ソムリエの協力の下、粛清したこともある。
自分や知人にとって怨恨のある相手であっても、依頼がなければ対象にならないため、外道と認識している須永をターゲットとしないのもこれが理由。自身の復讐のために動くことはない。しかし後述の浜屋の店主が殺害された際にはいつも以上の怒りを見せている。
原則として「既に警察に逮捕されており正式に司法による罰を受けた者」は拷問の対象外だが、例外として「出所後も全く反省せずに悪事を続けていた者」に関しては拷問の対象となる。また少年法については否定こそしていないものの「更生の余地がある者」だけに適用すべきと考えており、ターゲットが未成年者だった場合も一切容赦しない。それは後に現役の女子高生である陰湿かつ凶悪な外道に容赦ない拷問を行なったことで、より強調されている。
亡くなった被害者やその遺族が幸せになれるようにと願っている一方で、相手が極悪人であるとはいえ非人道的な方法で外道を殺害している自分は地獄に堕ちると考えている。依頼料は一切請求せず、伊集院財閥の財産で自身の生活を立て流川を養っている。食料や日用品などの買い出しや息抜きの旅行などで外出することもある。依頼者には単に優しく接するだけで無く、ときには「私に依頼するのは司法に反することになるが、覚悟はできているか？」「貴方も殺人の共犯者だ」などと強烈な殺気を見せて厳しく接することもある。しかしそれで依頼を取り下げた人間は確認されていない。
普段は相手が誰であっても丁寧語で話すが、悪人を拷問にかける際は一気に口調が荒くなり、命乞いをされても無茶苦茶な理屈を立てられてもすぐにブーメラン効果のようにして返す冷徹極まりない二面性を持つ。ときには拷問に耐えきれず罪人が既に死亡した後に「まだ死ぬな!」「もっと苦しめ!」「頑張れ!」などの応援をすることも。基本的に被害者を殺害した（または自殺に追い込んだ）犯人のみを殺害するが、犯人の協力者も殺害することがある。伊集院による拷問はプロの殺し屋でさえ命乞いするほど苦しいらしく、歴代外道の中でも命乞いをしなかったのは小湊などごく一部にとどまる。
罪人を護衛している人物のことは稀に殺害することもあるが、基本的には痛めつけるだけで命までは取らないことが多い。
一人称は「私」であることが多いが、拷問時や激昂した際には「俺」に変わる。また未成年の依頼者に対しては「おじさん」も使う。弟子の流川や紅林二郎のことは基本的に君付けで呼ぶが、あえて厳しく接する必要がある場合は呼び捨てになる。
ときには天羽組や京極組などの極道と協力することもあり、小峠華太に裏社会に関する情報の提供を依頼したり、半グレ集団との戦闘に協力してもらうこともある。だが互いに完全に心を許しているわけではなく、伊集院の方は小峠などに対して調子に乗らないように高圧的な態度をとることが多く、逆に小峠も「あの人とはできれば関わりたくない」と思ってる。天羽組組長ですら伊集院とはなるべく揉めないようにしているほどだが、最近ではたまに酒を酌み交わすほどの親交を持つようになっている。また、作中で確認されている限りでは天羽組の工藤と野田の二人とは良好な関係を築いている。特に工藤とはお互いに殺気を剥き出しにせずに対等に話せる関係である。京極組の一条とは敬語で話していないが、人となりを高く評価している。極道や半グレ集団などの反社会勢力同士の抗争などに関しては不干渉の立場をとっており、天羽組と京極組が衝突した際にも「堅気を巻き込むな」と小峠に警告した程度である。ただし依頼対象者が反社会組織のメンバーである場合はその組織が抗争中であってもその対象者を殺害する（例：CODE-ELの山田康生）。
実は日本でも有数の元華族として知られていた「伊集院」家の一人息子であり、豊富に持っている武芸や知識、教養や礼節などは当時された教育で得た賜物である。しかし、成人する前後に、政界に長年君臨していた正体不明の重鎮『御前』/御堂鋼作の暗躍により使用人を含む家族全員を惨殺された挙句に、自分の安全確保のためドヤ街でホームレスに身を落とした過去がある。この時ドヤ街の人達に色々と救われたため、現在でも彼らとの親交がある。
モデルとなったキャラクターは『北斗の拳』のケンシロウ（普段は優しいが悪人に対しては容赦ない性格などが共通しており、また、伊集院の台詞の多くはケンシロウのものであることが多い。）。

流川隆雄（るかわ たかお）
声 - 鈴木崚汰
伊集院茂夫のアシスタントであり弟子でもある。身長182cm。花宝町出身。初期は伊集院から流川君と「くん付け」で呼ばれていたが今は「流川！」と呼び捨てで呼ばれる。いつもは白いTシャツとジーンズを着用している。
主な仕事は拷問の準備とターゲットとなった外道の調査。また、特に悪質な外道の場合は依頼が無くても調査することもある。
元々は伊集院の依頼者の一人であり、大学生だった頃に両親と妹のエミリを殺害され、その犯人の抹殺を依頼したことがある。その際、伊集院の拷問執行に協力したいという強い意志を見せたことからアシスタントになった。
普段は外道が相手であっても常に敬語で話すが、ごく稀に激怒して敬語が崩れることもある。
戦闘能力では天羽組の狂人兄貴やそれに匹敵する人物には及ばないものの、それでも並の半グレであれば余裕で倒せる程度には強い。また防御力が非常に高く、紅林二郎と共に上堂リサを拉致したデビル・ハンドを襲撃しに行った際には鉄球が頭部に当たっても殆どダメージを受けなかった。だがその反面、伊集院と異なり「気配を消すのは苦手」という弱点もあり、外道の宮沢永徳の屋敷に潜入した際や、ある外道の調査中に瓜生龍臣とターゲットが被った際にはこの弱点が露呈している。特に後者は瓜生に一瞬で丸め込まれ何もできずに終わった。
とある依頼の最中で知り合った紅林に、「先生の指導を受けてみては」と持ち掛け、紅林が伊集院の指導を受けるきっかけを作っている。
伊集院シリーズの設定解説動画では主に彼が解説役を務めている。伍代やエマが解説役を担当したこともある。
名前の由来は『SLAM DUNK』の流川楓。

伍代千隼（ごだい ちはや）
声 - 緑川光
伊集院に協力する凄腕の情報屋。情報収集能力は警察を遥かに上回るとされる。元はドヤ街出身の孤児であり、金を稼ぐために幼少期から情報屋をしていた過去がある。伊集院とはドヤ街時代に知り合っている。身長179cm。喫煙者であり長めのタバコを吸う場面がよくある。情報収集能力は警察を遥かに上回るとされる。小峠シリーズにもしばしば登場しており、天羽組の構成員からも信頼されている模様。
幼い頃に両親が蒸発したため、金を稼ぐために子供の頃から情報屋をやっていたという悲しい過去がある。18歳のときにホームレス時代の伊集院と知り合っている。
基本的に懇意にしている客のことは「〇〇の旦那」と呼ぶ。他人に素顔を見られることが嫌いらしく、基本的に顧客とは顔を合わせない。これは懇意にしている伊集院や小峠に対しても例外ではない。しかしエピソードによっては紅林や天羽組の飯豊と普通に顔を合わせて会話をしていたこともある。
クールな男であり怒りを露わにすることは稀だが強い正義感の持ち主であり、身内を殺害された依頼者に対して復讐を代行してくれる伊集院のを紹介することも多い。しかし小峠シリーズでは同業者の情報をあっさり天羽組に売り渡すなどドライな一面も目立つ。
裏社会で悪党から狙われている関係からか身体能力も高く、伍代を悪人と勘違いした紅林の攻撃を全て躱している紅林曰く「京極組の一条さんに匹敵する」とのこと。
ある悪徳警察官僚の息子（新村利光）が起こした女性連続殺人事件で誤認逮捕された佐竹博文のことを知っており、彼を「アンデッドマン」と呼んでいた。

氷室一真（ひむろ かずま）
裏社会で活躍する闇医者の男性。
様々な理由で表の医療機関に頼れない裏社会の者達を中心に診察しており、医者としてのスキルが非常に高い領域にある。
伊集院の仕事に召集される事もあり、ターゲットの拷問の際、臓器を抜き取ったり長く苦しむよう延命する時などにその手腕を発揮させる。
稼業の関係上、天羽組や京極組といった極道達とも縁があり、抗争で負傷した者達の治療に駆り出されることも少なくない。

蟲屋の利平（むしやの りへい）
伊集院の協力者の一人で、毒蜘蛛やムカデ、蠍などの毒蟲を我が子のように溺愛する蟲マニアである。
特殊な家系の生まれで蟲たちと意思疎通ができる能力を持っているらしい。
薄緑色の着流しを身に纏い20代とみられる若い男で言葉使いは「江戸言葉」。伊集院の事を「旦那」と呼ぶ。
当然、蟲たちの特性を知り尽くしており時々伊集院の拷問室に招かれ「毒蟲（どくむし）」を使った拷問に協力する。
エマ
伊集院の協力者。身長167cm。峰不二子のような容姿端麗なホステスの女性。流川からは「瓢箪または砂時計のような体つき」と言われているが、それをあまり快く思ってはいない。主に性犯罪者がターゲットになっている事件で活躍する。
伊集院が狙っている外道の捕獲に協力する他、依頼人に伊集院を斡旋したり事務所を訪れることも多い。普段から政財界の重鎮を相手にしていることから男の扱いに長けており、「高い教養を持ちながら馬鹿のふりもできる」と伊集院から太鼓判を押されているほど。また、伍代や小峠などと同様に情報収集能力も高い。
亡くなった光子ママを尊敬しており、外道を手玉に取る手法は光子ママから教わった。
伊集院や流川と異なり基本的に戦闘に加わることはないが、稀に毒入りのアクセサリーでターゲットを無力化することもあり、最低限の護身術は身につけている。
元々は依頼者の一人であり、高校生の頃に母親を外道に殺害され、その犯人の抹殺を依頼したことがある。この際、伊集院から「女の子が何でもするなんて言うもんじゃない」と諭されている。
伍代や流川のことは君付けで呼んでおり、逆に彼らからはさん付けで呼ばれている。しかし伍代が伊集院と知り合った時はまだ伊集院は拷問ソムリエでは無かったのに対しエマが高校生の時には伊集院は既に一人前の拷問ソムリエだったため、実際には伍代より年下である。
趣味は温泉旅行。伊集院や流川と共に東北地方に温泉旅行に出かけた際には戒炎の我妻京也に絡まれるが、彼の危険性を既に見抜いており、伊集院がたまたま来てくれたおかげで大事に至らずに済んだ。
サーマート
伊集院は世界中の拷問ソムリエと連携していて、タイにおける同業仲間。
ほかの拷問ソムリエとは違い、ムエタイのみを使い、外道を拷問死させる。
JJ（ジェイジェイ）
フィリピンにおける同業仲間で、本業はマニラで子供たちに愛される陽気な牧師。
伊集院と同じくあらゆる器具を使って外道を拷問死させる(中でもフィリピン伝統の武術『カリのエキスパートであり、拷問の際は金属バットとカリを融合した独自の武術で標的を破壊する)。
Mr.ダリウス
ルーマニアにおける同業仲間で、ワラキア貴族の末裔。故国の偉人であるヴラド・ツェペシュに倣った串刺しを専門とする。普段は先祖の代から保有する城に居住している。
十八番は伝統の串刺しだが、「錫蛇」というマイナーな中国の拷問を知っていてそれをアレンジした。
ソフィア・クラタ
彼女は英国における同業仲間で、戦争で使う剣、戦槌などを用いる。
伊集院を尊敬していて、一緒に拷問をする際には伊集院にトリを任せる事も有る。
マシュー・ライアン
アメリカの同業仲間、元アメリカ軍人である。
ハイテク国家にふさわしく近代的な道具を使って拷問する。
フェルナンド
メキシコの同業仲間、アステカ君主国時代からの神官の一族である。
伊集院、JJと同じくあらゆる道具を使用し、また動物を拷問に用いる事もある。
古来よりの信仰を重んじており、拷問を行う際はアステカの神による神罰に準えて標的を死に至らしめる。
アザール
イランの同業仲間。主に鉄球を駆使した拷問を得意とする。
斉藤博
擬態を得意とする詐欺師で、かつて伊集院を騙っては数多の人間を騙して金品を掠め取っていた。しかし伊集院達に悪事が露見し、彼らにより制裁を受けた(特に流川が怒り心頭で、懲らしめるという意味合いで自ら拷問を買って出ていた)。
その後、自らの悪事をばらされて日本にいられなくなり、タイに逃亡するが、懲りずに詐欺を働いたためにサーマートの制裁を受けてしまう。
チャウチャウの仔犬
伊集院たちが拷問仲間サミットをしていた途中、外国の仲間たちと歩いていた時に出くわす。
その時の飼い主は一儲けをしようと彼と母犬を購入するが、儲からずに八つ当たりする形で虐待して母犬が死んだ。
彼も飼い主に暴力を振るわれた際に伊集院に助け出され、「母を殺めた飼い主を成敗してほしい」と眼力で懇願。
飼い主は伊集院たちの制裁を受けて、飼育していた犬たちをすべて解放。その後、仔犬自身ら彼の自主的選択で伊集院家入りした。
イグナシオ
日本で息子のいる家庭の両親を連続殺害されて息子を拉致して少年兵とする組織が有ると知った伊集院は、須永とともに情報を知るため彼の所へやってきた。
彼曰く、「日本の相撲で勝てば情報を教える」という条件を付けたので、伊集院は相撲で彼に勝利。伊集院に犯人はペルーの反乱軍組織を指揮するセサルと答えた。
ミゲル
イグナシオから情報を仕入れた伊集院は流川とともにペルー入りしたときに出迎えた南米一の情報屋。
情報料金下さいと伊集院に言うと、お金を渡されたが…もっとふんだくろうとして制裁される。降参した彼はセサルのアジトを教えた。

#### 紅鬼伝説 元ヤン紅林二郎
主人公は紅林二郎。舞台となるのは、地図上中央東に位置する「志正町」。元ヤンの紅林が様々な悪事を成敗する物語。初期は一般人が悪事を行った際に動く、成敗する相手も不良やチンピラなどが多かったが、他シリーズと連動するにつれ、強大な戦闘力を持つ極道、半グレ、マフィア、殺し屋と対決する機会が多くなり、怪我の度合いが酷くなっている。2023年6月28日配信より新章【教師編】がスタート。教員免許を取得し、生徒の問題行動が課題となっている私立「壱世学園高校」に教師として赴任し、学校が抱える深い闇に挑む。佐竹や鬼頭が姉妹チャンネルに移籍した2023年以降は、カタギ（一般人）が主人公を務める唯一のシリーズとなっている。
紅林二郎 （くればやし じろう）
声 - 伊藤 タカユキ、ヤシロこーいち
自称、元ヤンのフリーター。通称「赤鬼」の異名を持つ。現在は猛勉強の末、高校教師の職に就いている。教師を目指すまでは常に正職を求めアルバイトを転々としていた。高校時代は勉強がからっきし苦手で卒業出来たのは担任が色々と裏で手を回してくれていたおかげである。街中やバイト先では何かしらのトラブルや事件に巻き込まれる不運な一面もあり物語はそれをきっかけに始まることも多い。幼少期には祖母から「強い力は弱い者を守るために使いなさい」と言い付けられて育ったため曲がった事や弱い者イジメをする外道を決して許せない根っからの正義漢であり、悪人には男女関係なく顔面が陥没するほどの強烈なパンチと異常なまでのタフネスさを以て成敗している。そのせいで地元の警察にはしょっちゅう世話になっておりその度に「また二郎か」と言われる。劣勢になっても怒りの強さによって戦闘力が変動し、また髪色も変化する性質を持つ。なので、ナツメ金融の部南からは「超人ハルクくん」と言われた。一度だけ天羽組の野田と対峙した際に組へ入るようスカウトされるが「俺は極道になんか絶対にならない、お天道様に顔向けができない」と断っている。また小峠とも面識があり、カチコミに共闘したこともある。彼の気合いと任侠としての立ち振る舞いや覚悟には敬意を持っていて「いつかはじっくり話をしてみたい」と思っている。だが、極道の「殺し」には反感を持っている。
京極組の久我とは学生時代からライバル関係にあるが憎みあっているわけではなくお互いにリスペクトしている。ある日、夜の公園でタイマンのド突き合いをしたものの結果はダブルノックアウトの引き分けに終わる。だが互いに気絶していたため「自分が負けた」と思い込んでいていつかはリベンジしたいと願っている。
「俺の拳は金剛石より硬い」と自負している。
結婚している姉と甥っ子がいるが姉には何故か頭が上がらない。
一時期はヤシロこーいちが声の代役を務めた。理由は、伊藤が新型コロナウイルスに感染・療養していたため。

西条秀郎（さいじょう ひでろう）
紅林の高校時代の同級生であり自称ライバル。青髪のリーゼントを特徴とする。高校時代に紅林に喧嘩を売って手加減の上で前歯を折られるなど、喧嘩自体はそれほど強くはないものの、精神力に優れる。
ヤンキー界隈に関して相当な情報通で、紅林が後述の桜庭とのリベンジマッチで東海地方に行った際、地元のヤンキーたちに連絡して紅林の行動を迅速にさせている。反面、自身の携帯の連絡先は片倉と紅林の2人しか入っておらず、それをドヤ顔で言い切った姿とそのメンタルに、片倉は「泣いていいか？」と言い、紅林も「お前（＝西条）はなんて残念な奴なんだ……」と憐れんだほど。
「愛天雄(めてお)」に憧れがあり紅林に付いて行ったついでに仲間に入れてもらうが初対面で羽柴と如月にケンカの弱さを見抜かれてしまう。

羽柴和成（はしば かずなり）
正義の殴り屋、自警団「愛天雄（めてお）」をまとめ上げるトップ。悩みは半グレ集団に間違われること。正義感が強く、また心が純粋であり、悪を許せない性質の持ち主である。向上心も強く、かつて伊集院や瓜生と対峙した際も勝てないことを確信していながらも「腕試し」と称して挑んだ事がある。
仲間とツルむことを嫌う紅林二郎を尾行した挙げ句に何とか口説き落とし愛天雄の仲間に引きずり込むことに成功する。
私立探偵事務所の所長をしている姉がおり、何故か彼女にはまったく頭が上がらない。

如月（きさらぎ）
羽柴と共に愛天雄のトップを務める青年。義侠心・向上心は羽柴に匹敵する。サバットによる足技を主としたアクロバティックな戦法を好む。

深道真津梨（ふかみち まつり）
兵庫県出身の若い女性。髪型は金髪ショート。活発な雰囲気と男勝りな行動力を持ち、空手の実力者でもある。上京した際に嘘の支援団体を名乗るピンク斡旋業者に騙され住む場所の提供が受けられないばかりか借金まで背負わされ路上生活をするハメに。風俗へ売られる寸前のところで紅林に助けられる。
なお、このピンク斡旋業者は獅子王組黒澤派の来栖三成がケツ持ちをしていたが来栖自身はそのシノギの実態を全く知らないまま紅林と対峙する事になる。その途中、真津梨からシノギの実態を聞いた来栖は「話が違うじゃねーか」とピンク斡旋業者を粛清した後、紅林と和解。真津梨のほか騙された女性たちをも救済すること約束して去っていった。その後、真津梨は紅林を気に入り、アパートの隣人として入居する。
のちの物語では紅林を大阪でのリゾートバイトに誘い、同行するのだが道頓堀で天王寺組の渋谷と遭遇することになる。

桜庭恵吾（さくらば けいご）
東海地方最強の喧嘩チーム「桜花会」（おうかかい）を率いる男。正面戦闘でも高い実力を持つが、正々堂々とした戦闘を好む紅林とは対照的に卑怯な手を使ってでも勝利を目指す性格。喧嘩屋としての全国制覇を目標にしている。
元々は紅林と同じように正義感にあふれる硬派な性格だったが、恋人を敵対組織の者に輪姦され、そのことを界隈に広げられてしまったために心を病んで去っていったことから、その者たちを再起不能にするとともに卑怯な手も辞さない性格に変貌した過去を持つ、いわゆる「悲しき悪役」の一人。
紅林を一度は敗退させるが、リベンジマッチで逆転されて敗れた。

#### 華の天羽組
旧「天羽組の武闘派 小峠華太」。主人公は小峠華太。舞台となるのは地図上北に位置する「空龍街」。日本有数の繁華街であり、天羽組のシマである。「殺しの天羽組」と呼ばれ、少人数ながらも狂気の精鋭武闘派集団として渡世で名をはせている。作中進行で轟組をたたむ若頭から正式に「朱雀町」の利権も譲り受けている。舎弟の北岡（きたおか）を殺されたことで始まった京極組との「天京戦争」終結後、長年敵対している老舗の武闘派組織の「河内組」との戦争が始まろうとしていたが、天羽組の幹部である野田一が関東進出を目指していた関西の武闘派組織である「天王寺組」に雇われたヒットマンに襲撃され意識不明の重体となってしまい、天羽組は天王寺組との戦争「羽王戦争」が繰り広げられる。また羽王戦争の後、横浜、閏間地区の友好組織「家入組」と対立関係にあった超武闘派極道「神城組」との衝突で舎弟、宇佐美と家入組の組長が命を落としてしまったことが引き金となって神城組との抗争「天城戦争」が勃発した。
小峠華太 （ことうげ かぶと）
声 - ヤシロこーいち
「華の天羽組（旧タイトル「天羽組の武闘派・小峠華太」）「華の天羽組」の主人公。身長178cm。5月19日生まれ。天羽組（あもうぐみ）に所属する中堅の武闘派極道。
多忙な親から放任気味に育てられ、幼稚園にも通っていなかった。幼い頃に親のように接してくれた極道のおっちゃんに憧れるようになる。高校生の時に両親が離婚し華太は母親の側についたがやはり愛情をマトモに受けられなかったため捻くれて不良になり、高校卒業後は実家と縁を切り裏社会に入る。その後しばらくはチンピラとして喧嘩に明け暮れていたが、後述する藪下という男にスカウトされて極道になった。
組長の妻である元経理士の「姐さん」天羽 京子(あもう きょうこ)や、インテリヤクザであった兄貴の故米倉 敏文(よねくら としふみ)から事務作業や財務管理も仕込まれており、「調べ（調査）」や知能犯罪によるシノギを担当している。新人時代にアメリカンマフィアと取引の交渉のため野田の命令により数ヶ月間で英語をマスターさせられ、日常会話程度の英語が話せるようになり、海外勢力との交渉にも帯同している。
拳銃や刃物の扱いに長けてはいるものの、身体能力や格闘センスは兄貴たちや久我、紅林などに比べれば何枚か劣り、突出した戦闘能力を持たないことを自覚している。一方でどんな苦境や自身が死にそうになっても一歩も退かない屈強な精神力と優れた判断力の持ち主であり、久我との戦いでは引き分けに持ち込んだり、格上の相手も単騎で仕留めたこともある。しかし精神力があまりにも高すぎるが故に「覚悟を決めた際に暴走する危険性がある」という弱点も存在する。特に久我との戦いは舎弟の飯豊が制止していなかったら小峠は死亡していた可能性すらあったと言われている。
普段の感性は堅気に近く、狂人兄貴達の残虐性に恐怖を覚えたり、組長などによる残忍な命令に対して難色を示すなど穏健派と捉えられることも多い。だが仁義を破った者や極道を舐めた者シマ荒らしをした者は例え女性であっても容赦なく粛清するという冷徹さも併せ持つ。その一方で子供には優しい一面もある。
背中一面には若いころに世話になった兄貴分の江藤に倣って「登り鯉」の入れ墨が入っている。
狂人兄貴達からは基本的には良くも悪くもかわいがられており、最近では下の名前である「華太」と呼ばれている。（組長や香月など一部の人物を除く。一方、香月や阿久津のように普段は彼を『小峠』と苗字で呼ぶ人物からも稀に『華太』と呼ばれることもある。）しかし野田を筆頭に兄貴達から「かわいがり」や「ヤキ」「アルハラ」を喰らうことも多い。和中に対しても悪気は無いとはいえプライドを傷付ける発言をして激怒させたことがある。なお、小峠自身も飯豊や宇佐美などの自身の舎弟に対して「かわいがり」を行うことが稀にある。
組長からも基本的には気に入られているが一度だけ舎弟が愛犬「ラッキー」の世話を怠りケガを負わせたことで監督責任により組長から激しいヤキを喰らい直接ボコボコにされたことがある。その後小峠自らの手によりこの舎弟を抹殺するのだが、このことから舎弟に対してさらに厳しい態度で接するようになった。
天羽からの命により慶事を勉強するため組長の知人が所属している飛龍連合会の会長の襲名式に、若頭の阿久津の代わりとして出席したこともある。多数の功績や財務管理能力を高く評価されており、将来的には小峠が組を持つ可能性もあると想像ができる。
ときには外道を粛正するために拷問ソムリエの伊集院と協力することもあり、彼に裏社会に関する有力な情報を提供することも。しかし伊集院に対しては未だに頭が上がらないようである。なお、小峠は伊集院のことを「旦那」と呼び敬語を使うのに対し、伊集院は小峠のことを「華太」（ナレーションでは「小峠」）と呼び捨てしている。
極めて外道な敵対行動をとったターゲットを拉致の上での拷問処刑にする際には、組長にならって鉋を使うことが多い。
また、任侠外れな極道に対し、処刑前に相手の刺青を入れた生皮を剥ぐ技術を熟練させている。
羽王戦争で天王寺組城戸派浅倉潤(あさくら じゅん)との戦闘で瀕死の重傷を負い、同じく瀕死の工藤の犠牲によって闇医者に運ばれはしたが、長期の戦線離脱を余儀なくされた。後に意識が回復し工藤が亡くなったことを知るが、その際に「代わりに俺が死ねば良かった」と言ったため、野田に「二度とそんなこと言うな」と厳しく注意されている。
CODE-ELの戦争で毛利と瓜生が小林と面会するため天羽組事務所を訪れた際には、瓜生をひと目見ただけで「こいつはヤバい…相当にヤバい」と感じ、体中の汗が止まらないほどの恐怖の念を抱いていた。
宇佐美の死で幕を開けた天城戦争では和中、青山、矢部、飯豊と共に神城組を迎え撃つため閏間地区に入る。その際、潜入していた香月を敵と看破した神城組の若頭、名波和親と激突。熾烈な戦いを経て勝ち切っている(名波の命は奪わず、香月と共に撤退した)。
喫煙者であり劇中や物語の最後で事務所屋上にて喫煙しながら物思いにふけっている姿がよく描かれている。
2024年1月時点では佐竹以外の各シリーズの主人公の中で唯一、佐竹と共演した経験が無い。

天羽桂司（あもう けいじ）
武闘派極道組織、天羽組組長。仁義を重んじる人物。人望が厚く組内をはじめ、他の組からも慕われており組織間の仲介役などを依頼されることも多い。
その一方で仁義外れやシマ荒らしを粛正する際は相手を鉋で削り殺すという残虐性も持っている。
かつては天羽組の前身であった「田頭組」の組員であったが、田頭組長が敵の手で暗殺されたのちに跡目を次いで組織を「天羽組」と改名した。
ラッキーというポメラニアン犬を飼っており、こよなく愛している。なおラッキーの世話は若手組員の大事な仕事となっていて、世話を怠った舎弟を破門にした後、小峠に命令の上粛清したこともあった。
天京戦争では京極組の若頭五十嵐の手打ちの申し込みを受け入れたり、更に羽王戦争では天王寺組若頭の大嶽を許すなどの英断を下し羽王戦争をおわらせた。

天羽京子（あもう きょうこ）
天羽組長の妻にして、組の「姐（あね）さん」。元銀座の一流ホステス何故かいつも和服姿である。茂木曰く「美魔女」。元会計士のエリートでその経験を活かしながら経理や財政面で組を支える縁の下の力持ちでかなりのキレモノである。急な警察の「ガサ入れ」の時には裏帳簿や拳銃などヤバいブツを手の届かない所へ素早く隠し組を守った実績もある。組の食材の買い出しも一手に担っていてその手料理の味は天羽組の猛者たちの胃袋を鷲掴みにしている。悩みは組員たちの食費が嵩むことと戦争の度に組員たちが傷ついて帰ってくる事。組の運営について天羽に口出しができる唯一の人物。天羽組の猛者たちからは実の母親のように慕われている。なおボディーガードには我が子のように育てた永瀬が付くことが多い。

阿久津敏朗（あくつ としろう）
天羽組初代若頭。天羽が組長が就任したと同時に若頭になっている。小峠と共に組の事務仕事を担う。特に秀でた戦闘力はないが人の特性を見抜く洞察力に長け、各人の性質に合わせた手配や交流を行っている上に人情深いため組員から信頼は篤く、「狂人兄貴」と評される構成員たちも懐いている。
若い頃は小さな喧嘩でも体を張るほどに気合が入っておりメンタルは強い一方で喧嘩の腕っぷしはお世辞にも強いとは言えず、鉄火場で華々しく活躍する花形の極道にはなれないことを悩んでいたが、亡き兄貴分である東倉賢介に人の長所と短所を見抜く力という才能を見抜かれ、彼の言葉で「天才たちを支える縁の下の力持ち」としての生き方を固めた。また、若い頃の捨て身な性格を野田に「今の華太に似ている」と評された際は「こいつ（小峠）の方が機転も効くし喧嘩も強い」と謙遜しつつも、自分でも認めるところはある模様。
「羽王戦争」の最中、天王寺組の戸狩玄弥らの襲撃に遭い、舎弟たちを逃がす時間を稼ぐために応戦の末、絶命した。

工藤清志（くどう きよし）
天羽組の実質ナンバースリー。天羽組内でも随一のドスの使い手で、別名「ドスの工藤」。「極道界の生きる伝説」とも云われた。
思慮深く面倒見の良い性格で、野田や小林、和中には戦闘力で劣るが猛者たちに仁義や任侠、舎弟たちの面倒を見ることの大切さを教えた。舎弟たちにはドスの扱いや接近戦の基礎も教えており、組内には「工藤の兄貴の世話になってない人間はいない」とまで言われるほどの非常に厚い人望を持つ。
たまたま悪徳宗教団体にカチコミに行った際に出会った紅林と愛天雄の羽柴たちに対し「兄ちゃんら良い眼をしている、喧嘩するなら人のためだ、自分のためにやっちゃいけねぇ」と説いている。紅林は「極道の生き字引のような人だな」と思っている。
昔ながらの仁義・任侠の精神を重んじる性格は組の外でも知られており、他の裏社会関係者は基本的に呼び捨てで呼び圧をかけることも多い伊集院茂夫からも「正義感の塊」と評されていると同時に、「工藤さん」、「工藤氏」と呼ばれて敬意を払われている。
かつてはプロボクシング東洋太平洋チャンピオンに上り詰めた実力者であり、ボクシングで鍛えた俊敏なフットワークで一気に間合いを詰め、十八番のドスを相手の腹に突き刺し一気に振り上げて掻っ捌くといった戦法が得意。また、初めてメインとなった回では相手の腹に向かって天才的な正確さでドスを投げ、柄尻を蹴り込んで致命傷を負わせる「死のヤクザキック」という技も見せた。
実子に工藤亘清が居るが、極道の世界に入る事には猛反対していて天羽組長にも息子を組に入れないよう頼んでいた。
最後は羽王戦争で天王寺組の朝倉、城戸と連戦した結果、小峠と速水を逃がすため立ち往生のまま絶命。工藤を失ったことが天羽組にとって大きな痛手となった。

野田一（のだ はじめ）
声 - 畑耕平
アイスピックをメインウェポンとする天羽組二代目若頭。身長179cm。2月4日生まれ。喫煙者。組内構成員の序列では最上位にあたる。阿久津と工藤が存命だった頃は阿久津と工藤に次いで序列が高かった。運営から「御三家兄貴」と称されているひとり。服装はバーデンダースタイルで髪型は鶏冠を寝かせたような金髪のモヒカン。頭が切れる上に非常に狡猾な性格であり、勝利のためには卑怯を徹底的に追求する。スパルタだが教育熱心で仲間思いの側面も持つ。
「羽王戦争」における阿久津の死亡をうけて、抗争終了後に若頭を襲名する。
見た目や言動からは予想がつかないほど管理能力に優れ、教育方針は「ミス即ち死」というほどのスパルタ式。しかし、香月の女装の才能を見出した張本人でもあり、人を見る目は確か。
意外にも舎弟に対する面倒見は良く、自分が関わった作戦の失敗を舎弟に押し付けないなど責任感が強い一面もある。小峠と一緒にカチコミに行くことも多く、小峠のことを「華太ちゃん」または「華太くん」と呼ぶことも。一方で、小峠が重大な失態を犯したときには激しく殴打したり顔面を踏みまくったりするなど容赦ない「ヤキ」を入れることもある。ただし指詰めなどの実生活に悪影響が及ぶようなものはほとんど行わない。小峠の顔面を踏みまくった際にもアイスピックを使わず事前に眼鏡を外させるなど野田なりの配慮がみられる。
戦闘ではアイスピックを使用し、1秒あたり20回前後の目にもとまらぬ速さで「無駄・無駄・無駄・無駄・無駄・無駄・野田ぁー」と叫びながら相手の体を滅多刺しにし、刺した回数をカウントするのは専ら小峠の大切な役目である。またアイスピックには針が飛び出したり柄の部分に目潰しの砂が入っていたりなど様々な改造が施されており、卑怯な手で右に出るものはいない。これが理由でCODE-ELの殺し屋ジェイクなど戦闘能力では野田より格上の相手に勝利したこともある。趣味で買ったテーザーガンや爆弾アイスピックを仕込んだドローンを戦闘に応用したこともある。
義理堅い人物でもあり、自分が認めた人物が亡くなった際には、たとえ堅気や別の極道組織に所属している者であっても弔事に参加する一面もある。劇中でも傘下の闇金社長の中田や敵対する京極組の国生の葬儀に参列している。また、亡くなった人物の悪口は基本的には言わない。堅気の人間に対しては基本的に優しいが、相手が犯罪の片棒を担いでいたりシマ荒らしをした場合は、たとえ女性であっても容赦しない。過去には電車内で野田を痴漢冤罪に陥れようとした女の顔面を「女でも下衆は容赦なし」として思い切りぶん殴っている。更に飯豊を騙そうとした詐欺師の「いただき女子」にも顔面破壊をしている。
工藤の死後に判明するが、工藤の最初の舎弟であり、互いに背中を預けるほどに信頼し合っていた。また、伊集院からは工藤と同様にさん付けで呼ばれ、互いに敬語交じりで会話し合い、伊集院の立場を優先する行動を提案するなど、関係はかなり友好的。ただ伊集院のナレーションでは呼び捨てにしていたことから、工藤ほどの敬意は抱かれていない模様。なお野田自身は伊集院を「旦那」もしくは「伊集院の旦那」と呼んでいる。しかも、彼からの狂気と殺気を平然と受け止めており、その豪胆さは京極組の一条に匹敵する。
もとはとある極道の組長の庶子であり、父からは愛情を与えられず、異母弟（正妻の子）からは妾の子として母共々不遇に扱われていた。その後、成長して愚連隊を率いるようになってからは自分たちを不幸に貶めた2人に自らの手で復讐。紆余曲折を経て渡世に入った。しかし当初は自身が天才であるがゆえに他人に興味を持てず、下に付いた者に何一つ教えずに仕事を押し付けていた。同時にミスをしたなら容赦なく切り捨てるなど舎弟に対する面倒見も非常に悪く、舎弟たちから「若衆潰し」の異名で呼ばれて下に付くことを嫌がられていた時期もあった。それを見かねた工藤から「厳しくても良いから舎弟にちゃんと教えてやれ」「お前が俺から教わってきた事を今度は弟分に返してやれ」など厳しい説教を受けていた。工藤の葬儀後に和中と飯豊を連れて居酒屋で飲んだ際、二人にその話をした後、「工藤の兄貴…早すぎますよ。もう一遍、あの話してくださいよぉ…」と号泣していた。
羽王戦争開幕の原因にもなった野田単体への襲撃による負傷の復活後は真っ先に天王寺組によって依頼され自身を襲撃した関西系の殺し屋ダンとジョンを持ち前の卑怯な戦略で殺害した。
好きな食べ物はたこ焼きで、江藤が殺害されて復讐心を燃やしていた小峠に対して分け与えたこともある。また、アイスピックでたこ焼きを作ることも得意であり、更に敵の眼球をたこ焼きを調理するようにくりぬいた事もある。
ちなみに野田によると天羽組では「死亡」と書いて「ミス」と読むらしい。
紅林二郎をスカウトし断られた際、試しにド突き合いをしたこともあるがその時には紅林の事を「レッドゼブラ」「パワフルボーイ」と呼んでいた。闘いの後舎弟の小峠に「アイツは極道に向いてない」と語っている。
若頭の阿久津が「羽王戦争」で亡くなった後、後釜として天羽組長からの指名により野田が天羽組若頭を襲名している。
入墨は鵺。

小林幸真（こばやし ゆきさだ）
通称「アーミーナイフの小林」。身長186cm。6月25日生まれ。血液型B型。組内での序列は永瀬の下、香月の上にあたる。
紫の髪が特徴の大男で、敵対者はアーミーナイフ（コンバットナイフ）で刺した後に『グリーングリーン』などの童謡の替え歌を歌いながらグリンと回すなど組内でも屈指の狂人（ちなみに歌唱力はあまり高くはない）。
子供のような言動とは裏腹に舎弟たちからは最も恐れられている。特に速水と飯豊は小林からしばしば「かわいがり」を受けている。ただ舎弟に対する面倒見は基本的に良く、天京戦争では「お前ら（舎弟達）が死ぬとキモいから」という理由で単身で日下討伐に出かけていた。また一度は破門しかけた速水（後述）が反省した際には「空龍街で起きる暴力を暴力で抑えるのが俺らの仕事だ。勝てる勝てねえじゃねえんだ。」「最初は誰だって弱えんだ。逃げずに戦い続けた結果、強え人間になってんだ。せめて戦えボケ。」と喧嘩での心構えを厳しくも温かい言葉で教えた。小峠からは恐れられてはいるものの基本的には仲が良く、最初から「カブトぉー」と呼んでいた人物である。これは他にも南雲、青山が該当する。ちなみに小林が登場する回では序盤に「カブトぉー、俺って怖いか？」と小峠に質問することがある。
戦闘ではナイフを使用するほか、伝説のヤクザ「人喰い伊能」から譲り受けたドス「龍王刀 紫蘭」も使用する。刃物で刺したあとそのままグリンと回し、相手の内臓に大ダメージを与えるほか、相手の胴体を袈裟斬りにすることもある。また早撃ちの技術に優れるなど拳銃の扱いも上手く、素人の撃った銃弾であればなんなく躱す。
幼い頃に両親が蒸発し児童養護施設に引き取られたがそこの職員から虐待を受けていたため一人で施設から脱走。ホームレスとして生きている中で当時CODE-ELの教官だった毛利に拾われ殺しの教育を受ける。その後は中東の傭兵に志願。戦場で5年間活躍し、戦闘のみならず隠密作戦もこなすなど当時から屈指の実力者であった。ただ、「飽きた」との理由で毛利にだけ一報を入れ、傭兵部隊とCODE-ELを離脱し日本に帰国したため、CODE-ELからは秘かに狙われていた。帰国後は職にありつけずホームレスとして暮らしていたが、入居した施設を統括していた半グレ集団をわずか5分で壊滅させたところをたまたまやってきた阿久津にスカウトされ、田頭組（現:天羽組）に入った経緯を持つ。
天羽組では和中と並ぶ組内最強戦士の一人と言われており、かつて同じCODE-ELで切磋琢磨してきた瓜生からも実力を認められている模様。なお小林の方も瓜生のことを一目置いている。
幼少期の辛い過去からか子供に対しては優しく、逆に子供や弱者を食い物にする外道に対しては一切容赦しない。また、海外マフィアに対してはかなりの敵対心を持っており、相手が海外マフィアの構成員だと分かれば、事件への関与への有無に関係なく普通に殺そうとする。もっとも子供や若い女性を人身売買のターゲットとする海外マフィアを今まで散々見てきたため、子供を食い物にする外道を許せないという性格である小林が海外マフィアを嫌悪するのはごく自然な反応である、とも言える。女の子を捕えて剥製にする狂人双子の鶴野英太・雄太粛清（彼は時折小学生のセリナ・スズカと公園で一緒に遊んでいたが、スズカが剥製にされ、それを知ったセリナも鶴野兄弟が雇った殺し屋に両親を殺された）を巡って伊集院茂雄と一触即発になりかけるも、「伊集院が鶴野兄弟を拷問し、小林がセリナの両親を殺した殺し屋を粛清する」という形に落ち着いたが、最終的に「伊集院と闇医者・氷室によって内臓を抜かれてアスベストを詰められ、生きたまま剥製にされた鶴野兄弟に対する最後の絶望」として拷問室に招聘され、ハードグリングリンで最後のトドメを刺した。和中と同様に伊集院の拷問室に関係者以外で入った数少ない人物の一人である。
若手だった頃は分別の無い人物だったらしく、自分の気に入らない相手は（善悪の区別なく）容赦なく殺害していた。しかし工藤に「暴力をふるっても良いのは仁義外れの者に対してだけだ」と厳しく注意され、それ以降はある程度分別のつく人物になった。
かつて所属していたCODE-ELでは「UMA」のコードネームを持ち、また、とあるオンラインゲームでは「コバ」というハンドルネームを名乗っており、佐竹博文（ハンドルネームは「ヒロ」）とは友達である。カリンからは「ユキサダ」と呼ばれている。
CODE-EL時代は瓜生とはライバル関係でもあったが同時に親友でもあった。また天涯孤独だった自分を育ててくれた恩師の毛利に対しては今でも敬意を払っている。ただ毛利と瓜生が天羽組の事務所に「組織が方針転換し、抜けた人間を粛清対象とした」と忠告しに来た際には「ピンク（後述）は俺が殺る」としながらも「俺は今、天羽組の小林なんですよ。」として、ピンクとの決闘を除きCODE-ELの戦争とは関わらないことを伝えた。毛利達と別れる直前には「EL戦争が終わったら一緒に食事でも行こう」と約束した。
好きな食べ物は焼き芋と明宝ハム。また先述のオンラインゲームの他、一人焼肉も趣味としている。
初登場回では単発キャラクターとしての登場の予定であり、小峠と2人で半グレのアジトを襲撃した際、一瞬の油断により最後に残っていた1人の半グレ（通称「伝説の半グレ」）に刺され、その半グレを逆に刺殺したものの直後にそのまま絶命したが、視聴者からの人気が予想以上に高かったため「重傷を負ったが奇跡的に一命を取り留めた」という設定に変更され現在に至る。ちなみに肝臓の損傷はかなり酷かったらしく、中国系マフィアのコネで入手した肝臓を移植している。

和中蒼一郎（わなか そういちろう）
通称「日本刀の和中」。身長181cm。10月4日生まれ。血液型A型。組内での序列は須永より下、永瀬と同期にあたる。
掻き上げた金髪と赤いトップスが特徴で、敵対者をイカ飯やシュラスコといった料理に例えて輪切りにする。剣術の腕は免許皆伝で、特に袈裟斬りを特技としている。実戦で人を斬れるという理由で極道となったらしい。天羽組に入る前に何処かの流派で剣術を学んだらしいが、和中が自ら流派を名乗ったことは無いため謎に包まれている。名家の出身らしく教養が高く、外国語（特に英語）に優れるほか、しばしば諺や四字熟語を口に出す。その教養を活かして日本刀の販売や金の密輸など海外向けのビジネスも行っている。人身売買などの海外の社会問題にも詳しく小峠にも時々教えているが、和中自身の強い正義感から納得はしていない。厳格な性格に反し、子供には笑みを見せるなど優しい一面もある。
戦闘では免許皆伝の剣術を専ら用いており、銃火器などはほぼ使用しない。そのスピードは「閃光」と称され、どんな傷を負っても決して弱音を吐かない不屈の精神の持ち主。小林と並ぶ天羽組最強クラスの実力者でもある。
伊集院とは元天羽組構成員の外道、村田聡一の一件で壮絶な剣戟を繰り広げたことがある。この時は天羽組長の伝言を携えた小峠の割り込みで引き分けに終わり、村田の身柄を譲ったが、伊集院の計らいで拷問の締めくくりとして拷問室に招聘され、村田の粛清を終えた。小林と同様に伊集院の拷問室に関係者以外で入った数少ない人物の一人である。
自身の出自が影響しているのか、自分より目上の者（野田など）に対してタメ口で話すこともしばしばある。また、新人の頃は組に入った頃から既に圧倒的な強さを誇っていたことから今よりもっと傲慢な性格であり、先輩達のことを「自分より弱いから」という理由で見下していた。しかし、ある日工藤と木刀で勝負した際最初こそ優勢だったものの、戦いの終盤では激怒した工藤から「優劣で人を見下すんじゃねえ！」「その強い力を弱き者のために使え」と言われ強力な一撃を喰らい、狭隘だった根性を叩き直されている。
初期では野田とはあまり仲が良くなく、和中より先輩であるにも関わらず呼び捨てしたり、戦闘時こそ共闘するものの互いに睨み合うような描写も多かった。しかし野田がジョンとダンによって重傷を負った際には激怒しており、入院中の野田のことを初めて「野田の兄貴」と呼んだことから、心の奥では野田を信頼していたことが窺える。工藤の葬儀の後に野田・和中・飯豊の3名で居酒屋に行った際には野田から「三つ子の魂百まで。たまに先輩にタメ口で喋っとるけどな、コイツ。」と言われた際に「それはすみませ…いや、すまん。」と返した。野田からは「それ、わざとだな。」と突っ込まれた。
狂人兄貴の中では比較的穏健であるとされ、尾崎や小林などとは異なり無闇矢鱈と相手を殺害することは好まない。後述の松崎のように温情で生かされた者も多い。また普段は寡黙で物腰が柔らかく、やや古風な口調で話す（ただし外来語も普通に使う）ため野田からは「育ちが良い」と言われている。しかし著しく仁義外れな外道（後述の村田など）に対しては容赦が一切無く、大声で叫びながら四肢を切り落としていく。斬る前に「南無阿弥陀仏…南無阿弥陀仏」と念仏を唱えたり、「5秒くれてやる。この世に別れを告げろ」などと言うなど敵対者に対する配慮もみられる。また負けず嫌いな性格でプライドは高く、伊集院との戦闘後に「あのまま続けていたら勝てましたか？」と聞いてきた小峠に対して激怒したこともある。伊集院など自分とほぼ互角の実力を持つ相手との戦いでは一対一を好み、味方が加勢することを禁じているほど。後述するが京極組の六車との戦いでは許可なく加勢した小峠にヤキを入れている。
羽王戦争の際は組事務所に単身で攻め入ってきた城戸丈一郎を小林と2人で間一髪のところで迎撃し、終盤では城戸同様に天羽組に単身で乗り込んできた天王寺組最強の武闘派、戸狩玄弥と激突し、壮絶な一騎打ちの末に辛勝。天羽組を守り切った。天城戦争では宇佐美の仇討ちとして、小峠、青山、矢部、飯豊と共に閏間地区に赴いているが、その地で自身となんらかの因縁を持つ老剣豪、和泉錦之助と邂逅。苦戦を強いられている。
初期は小峠に対して厳しい一面も多かったが、銃弾を避ける秘訣を伝授したり、最近では「困ったらいつでも俺に頼って来い」と言うなど小峠を含む舎弟に対して優しくなった。
組内でも小林と一二を争うほどの実力者だが、その実力は才能だけではなく凄まじい努力によって得たものであり、和中本人は六車謙信との戦いで「自分には才能が無かった」と語っていた。工藤亘清に剣術の稽古をつけていた際には、亘清は木刀を和中はスポーツチャンバラ用の小太刀を使うというハンデ戦でありながらも、亘清を一瞬で倒し、「強くなるには努力あるのみ」と厳しく諭した。
舎弟の速水泰輝が調査したところ、好きな食べ物は桃、麻婆豆腐、阿闍梨餅であることが判明している。趣味は特に無く、「そんな時間があれば剣を振る」と自己紹介欄に書くほど（厳密には速水に書かせたのだが）の努力家である。あえて言うなら、人を斬った際に相手の断面を見ることが趣味と思われる。伊集院と相対した時、「まさか旦那の断面が見れるなんてなああああ！」と狂喜しながら挑みかかった。
双子の弟がいる。
初登場回では今のような寡黙な性格ではなくむしろおしゃべりであり、小林に匹敵する狂人だった。
入墨は翼を広げた鳳凰。

須永陽咲也（すなが ひさや）
通称「バイティング須永」。自称「デビルマン」。身長183cm。10月20日生まれ。血液型O型。組内での序列としては野田の下、和中の上にあたる。
外見はジョーカーに似ており、緑の長髪と紫の服装が特徴。口にはオーストラリア産チタン製の歯を埋めており、敵対者の頸動脈を容赦なく噛みちぎり、これがバイディングの由来となっている。星占いを嗜んでおり、その結果は戦闘にも作用するが、順位が何故か23位まで存在するなどその基準は独特。
カチコミやギャグシーンでは「デビルマン」意外にも「死神」、「ウルヴァリン」などの架空の存在や「マハトマ・ガンジー」や「ジャンヌ・ダルク」といった歴史上の人物の「本物」を名乗る独特の自己紹介をする。
伊集院のことを非常に恐れているが、何故か高頻度で遭遇してしまう。ちなみに小峠や野田と同様、「旦那」もしくは「伊集院の旦那」と呼ぶ。
戦闘では「スリルスリル！・今日の星占いは～・・位～」と叫びつつ、噛みつきのほか、ノールックで相手を正確に撃ち抜けるなど拳銃の扱いも優れており、ドスでの斬り合い・突き合いも得意。また、致命傷を避ける野性の勘が極限まで高く、どんなに深傷を負っても短期間で回復する。また、その野生の勘は危険を察知する力としても活かされる。
羽王戦争ではその野生の勘を発揮し、浅倉と対峙して絶体絶命となった香月の元に駆けつけ、脱出を援護して救出。工藤の死後、彼の仇討ちに燃える主要な組員や狂人兄貴たちが出払っていた天羽組本部に単身で乗り込んできた城戸を同じく単身で迎え撃つ。しかし、一歩及ばず重傷を負った上に膝の付近を撃たれて歩けなくなり、城戸の本部侵入を許してしまった。城戸の死後、執念で這って天羽組本部に入ったところを南雲が発見し、病院に搬送されて長期の戦線離脱となる。
かつては愚連隊として、ただ衝動に身を任せた喧嘩三昧の日常を繰り返していた。しかし、自分を諌め、打ちのめした工藤清志との出会いを経て、「そのあり余ったエネルギーを使うなら任侠のために使え。拒否権なんてねえ」と言われながら組事務所に連行され、強引に門を叩かされて極道となる。当時田頭組の若頭だった天羽への挨拶の際に「須永です。どこかに拒否権落ちてませんか？」と言い、「何言ってんだコイツは」と天羽を呆れさせている。工藤から礼儀や常識など様々なことを教わっているが、狂人兄貴たちの中では一番工藤に怒られたという。ただ、自分の人生を変えてくれた工藤に対する感謝と恩義に対する思いは、野田を遥かに上回る。
初期では女性を含む堅気に対して平気で危害を加えることも多く伊集院から「外道」呼ばわりされていた他、舎弟の小峠からも存在を疑問視されていた。しかしシリーズが進むにつれてこういった性格は軟化しており、自分に殴りかかった堅気の紅林に対して危害を加えることなく見逃したり、半グレの陰謀によりHIVに感染しても必死に生きようとする風俗嬢に対して敬意を払うなど任侠を重んじる性格へと変化していった。また、喜怒哀楽がわかりやすいくらいに表情や態度に現れやすい性格や自由奔放な振る舞いからコメディリリーフのような役回りを担うことも多くなる。
彼が苦手としている伊集院に協力したこともあり、外道の来栖道臣を殴り倒し来栖の身柄を伊集院に引き渡したり、家族を惨たらしく殺害された依頼者を自ら伊集院のもとに連れて行ったことも幾度かある。

香月紫苑（かづき しおん）
声 - 末次由布子
通称「女装ヒットマン香月」。身長は速水曰く「いい女って感じの身長」、「非公開」。9月30日生まれ。血液型A型。狂人兄貴の中では最も年齢が小峠に近いとされる。そのためか、小峠ほどではないが香月も他の兄貴達から「かわいがり」を受けることが少なくない。
小峠曰く「神のいたずら」と称されるほどの美貌の持ち主で、女装すれば本物の女性以上の姿になる。駆け出し時代にホステスたちに揶揄われて女装させられているところを野田に見つかり、そのまま女装ヒットマンとしての腕前を叩き込まれたことで今に至る。なお、本人は生まれた瞬間から女性にモテ続けたため、女嫌いになってしまったようで「女は嫌いだ」のセリフもある。しかし拒絶反応を示す程ではなく、京子など恩義のある女性、または馴染みの女性に対しては普通に接する。
戦闘では女装によるハニートラップで対象の懐へ入り、油断させて暗殺する戦法を得意とする。そのため、ナイフや拳銃など小型の武器の扱いに優れ、演技力も高いが、任務に没頭するあまり周りが見えなくなってしまう面もある。
また、自身は優秀なヒットマンではあるが、それ故に組内では役割が限定される傾向がある。このため、自由奔放な須永に密かに憧れているところもある。主に仲間を傷付けられた際に暴走すると独断専行に走り、ほぼ誰の意見も聞かなくなってしまうという弱点があるが、女装の才能を見出した野田や自身が尊敬している須永の言うことは素直に聞く。
舎弟に対してパワハラを行うことは稀だが、女装がバレるのを防ぐために女装中に彼に話しかけることは厳禁とされている。劇中でもある舎弟が事務所に帰ろうとしていた香月に誤って話しかけるというミスを犯したために、ストーキングしていた河内組の布袋に香月が「天羽組の刺客」であることがバレて河内組と戦闘になってしまったことがある。
狂人兄貴の中では比較的温和な性格とされているが、坂槙圭吾、八隅など自分が親しくしていた人物が傷付けられたり殺害されたりすると激しい怒りを露わにすることもある。小峠のことを「小峠」と呼ぶことが多い。
羽王戦争では、天王寺組の拠点を探るべく連日女装して行方を探っていたが、恩人である野田を傷付けられた怒りから半ば視野狭窄気味に陥ってしまっており、組への連絡もおざなりに調査を続けていた。そんな中、漸く潜入した拠点で城戸派のNo.2である浅倉を発見。路地裏に連れ出すが、直後に自分を敵と看破した浅倉に蹂躙されてしまう。だが、危険を察知して救援に駆けつけた須永の援護で窮地を脱した。城戸派壊滅後、城戸との死闘で重傷を負って入院・戦線離脱となった須永を見舞っている。
後に、同期である青山が四国から戻ってきた時は彼を「同期の誇り」と高く賞賛している一方で青山からは「香月ちゃーん」と呼ばれている。
和中や小林などと同様に子供に対しては優しく、普段は空龍街の外れにある孤児院の警護を担当しておりそこで暮らしていた岸田純菜と親しい。そのため孤児を悪事に利用したキャバクラと半グレ集団に対し、激しい怒りを露わにしていた。また、趣味であるキャンプを通して知り合った衣笠一家がヌールディヌ率いるカルト教団に急襲された（父・芳男は辛うじて生還したが自ら右脚切断、母は死亡、息子・春斗は教団に拐された）際も組織を追い、アジトを突き止めて全滅させ（教祖であるヌールディヌは伊集院に引き渡した）、春斗を救出して芳男の元へ帰した。
天城戦争では、宇佐美の敵である神城組に事務員、島田美月として潜入。天羽組に幾許かの情報を齎したが、ある些細な違和感から若頭の名波和親にスパイであることを看破され、窮地に陥ってしまう。
潜入捜査が主な業務となるため、基本的には身バレを防ぐため、それ以外の目的で女装することは滅多に無い。しかし天王寺組の城戸が亡くなり羽王戦争が落ち着いた頃に行われた天羽組の花見では潜入捜査時とは違う姿の女装を野田の厳命で披露した。また、ある理由から幼女（吉田美代子）を天羽組で保護した際には事務所内でも女装をし、自らメイクについて教えるなど優しく接していた。
女装のバリエーションは豊富で、どれもその正体が男性であるとは思えないほど完成度が高く、伊集院ですら完全には見抜けない程である。ときには肩や太もも、へそなどを露出した過激な女装をすることもある。しかしどのファッションでも胸元は厚着で誤魔化している。
須永と同様に極道になる前は愚連隊であり、路上で喫煙していたところを野田に注意されて殴り合いの喧嘩になり惨敗したことから天羽組に入った。また本人曰く「愚連隊の頃からモテた」らしい。
好きな食べ物は宮崎辛麺。
敵を拷問する時は沸騰した「ドンペリ」を頭からぶっかけて焼き尽くすこともある。
狂人兄貴の中で唯一、担当している声優が女性である。

永瀬光一（ながせ こういち）
声 - ベルベる☆
通称「ガスバーナーの永瀬」。身長181cm。7月26日生まれ。血液型A型。組内の序列としては和中と同期で小林の上にあたる。
パーマがかかった髪型が特徴の男。超強力に改造したガスバーナーの炎を敵に浴びせ焼き殺すのを趣味とする狂人。得意技は相手の眼球をバーナーで炙る「目玉焼き」である。戦闘ではガスバーナーのほかに拳銃も得意とする。また、貫手など体術にも優れる描写がある。ちなみに拳銃の腕は八隅の兄貴からの教え。戦闘術については工藤の兄貴から仕込まれたものである。ミスをした舎弟に容赦ない振る舞いをするため、野田、小林の次に恐れられている。
両親は永瀬が物心つく前に離婚。実父はそのまま行方不明、実母も永瀬がわずか4歳の時に生活苦から男を作って失踪という憂き目に遭い、天涯孤独となる。そのまま児童養護施設に入れられて以来、喧嘩に明け暮れる日々を送っていたが、14歳の時、道端でタバコを吸っていたところを若き日の姐さんこと天羽京子と出会い、彼女からの提案を受けて養子となる。その際の深い愛情を受けたことから姐さんに心酔しており、育ての母も同然である彼女に危害を加える者には特に容赦しない。なお、普段は姐さんの護衛を務めていて、天京戦争では姐さんを攫いに来た京極組の白武を得意の「貫手」とガスバーナーでの「目玉焼き」にて粛清している。ちなみに好きな食べ物は姐さん特製の辛口カレー。
羽王戦争では、城戸派の構成員沼田と闘うもドスとチャカで優勢し最終的にはガスバーナーで燃やした。工藤の死後は浅倉の仇討ちと野望の実現に向けて本格的に動き出した城戸丈一郎と死闘を繰り広げるも圧倒されてしまう。飯豊の機転で九死に一生を得て闇医者に運ばれたが、瀕死の重傷を負っていたこともあって、小峠に次いで長期の戦線離脱を余儀なくされた。その後、城戸派との戦いへの参加は叶わなかったが、後の戸狩派との最終決戦では天王寺組の剣豪、馬渕春斗と熾烈な戦いの末、相打ちのまま闇医者に担ぎ込まれた。
天羽桂司は育ての父のような存在であり、他の組員（小峠華太を含む）のことを苗字で呼ぶ桂司が唯一、下の名前で呼ぶ人物でもある。なお、工藤も永瀬のことを「光一」と呼んでいる。ただし京極組の日下晋平（こちらは組長の実子）と異なり、養父の威光を振りかざすことは無く自身をあくまで「天羽組の組員の一人」と認識しているため、基本的には他の組員との関係は良好である。
伊集院シリーズにも工藤亘清と共に登場し、極右団体「護国蒼天会」のリーダー・佐郷に息子を殺害された女性に伍代と伊集院を紹介。佐郷が伊集院らに殺されたのとタイミングを合わせるかのように、須永と共に護国蒼天会の構成員を末端に至るまで容赦なく殺し尽くし、護国蒼天会を壊滅に追いやった。

青山琉己（あおやま るき）
通称「修羅の青山」もしくは「狩猟刀の青山」。身長183cm。8月7日生まれ。組内の序列としては、香月と同列であり「同期愛が重い」と香月から煙たがられることもある。
抗争のため長い間四国に出向していたが、抗争終了後に組に復帰した容姿端麗な男。初登場の回ではタバコを吸っていた。小峠や飯豊の事を「ちゃんかぶ」「トヨ」と呼んでいる。
狂人ではあるものの南雲や冨樫などと同様に同様にフレンドリーな一面もあり、舎弟に対する面倒見も良い。初対面の速水や飯豊ともすぐに打ち解けている。天羽組長からも気に入られており、小峠曰く「親っさんとコミカルな会話ができる数少ない人物」らしい。
香月とは同期であり親友でもある関係で狂人兄貴の中では新参の部類に入るものの、戦闘能力は非常に高い。特に腕力・握力が凄まじく、様々な柔道やプロレスの技を駆使して戦う。また拳銃の扱いも上手いが、刀身が分厚く重い狩猟刀を一番の得物とし、これを片手で振るい、大きな薪を叩き割るほどの剛力を見せる。野田曰く怒らせると非常に強くだれにも止められないとのこと。
肩揉みも得意としているようで、実際に肩を揉まれた野田はあまりの気持ち良さから「俺をコンニャクにする気か…。」と言っていた。
初登場時には既に工藤、冨樫、北岡は亡くなっており、訃報を聞いた際に葬式に行けなかったことを後悔していた。
伊集院のことは四国出向もあって噂に聞いた程度しか知らず、最近、組長と懇意にしていたホステスの女性（光子ママ）を殺されたことに対する報復に小峠と共に赴いた際に初邂逅する。光子ママを殺した外道・小倉のアジトに乗り込むと、持ち前の剛力で手下をものともせず、用心棒のムエタイ使い・チャイを防御に使われた手甲ごと、狩猟刀と剛力で縦一文字に両断した。その圧倒的な剛力がもたらす戦闘力は伊集院をうならせている。
なお、伊集院のことは「伊集院様」や「伊集院大先生」などと持ち上げ、彼から「天性の太鼓持ち」と評された。￼

矢部光晴（やべ　みつはる）
声 - ヤシロこーいち
通称「殺人空手の矢部」。序列としては青山、小林より上で和中より下である。髪型はグリースで固めたリーゼントでナス形のサングラスと革製のボンバージャケット、編上靴を身につけている。初登場の回では葉巻を吸っていた。
戦闘では鉈を武器として愛用。また、空手をはじめとした肉弾戦でずば抜けたポテンシャルを発揮する。
常に自分の中の理想の自身を追い求めるハードボイルドな人物で、舎弟達にも様々な金言を与えている。代表的な金言は「男はセクシーに生きろ」や「俺が許しても俺の中の矢部が許さねぇんだよ」である。
武器の目利きができる為、天羽組長の命令によりブラジルへ取引に赴いた際、現地の警察にワイロを渡さず揉めた事で3年間刑務所に服役。
刑務所内では30人を粛清したと云われ、囚人のボスやマフィア連中を得意の殺人空手で駆逐し序列のトップに立ったことで快適なムショ生活を送ったと小峠に語っている。
出所と同時に羽王戦争後に帰国して天羽組に復帰した（若手の舎弟達は初対面の者が多かったが、持ち前の金言で瞬く間に彼らの心を掴んでいる）。

冨樫宗司（とがし そうじ）
天羽組の武闘派構成員。筋骨隆々とした巨躯と、愛用武器である巨大なハンマーを振り回す怪物じみたパワーが特徴の兄貴分(序列は野田、須永の下)で、その類を見ないスタイルから「ハンマーの冨樫」の異名で畏怖されている。
人間を餅の様に叩き潰すのが趣味という狂人だが、舎弟や堅気の人達に対しては比較的フランクに接し、下の人間からも強く慕われていた(有事の際には責任感と男気に満ちた頼もしさも見せる)。中でも飯豊は、冨樫に極道としての心構えを説かれて成長を果たしている。
天京戦争では京極組の武闘派構成員、相良颯誠と激突するも、相良が用意した大型車に幾度も撥ねられた末に殉職した。

南雲梗平　(なぐもきょうへい)
小峠が心から尊敬する兄貴分。通称「山鎌の南雲」。こんがりと焼けた肌に銀髪、金のアクセサリーが目を引くホスト風の装いをした色男で、「奇跡の独身」を自称するナルシストかつ女好きな性格。その名の通り山鎌を武器にしており、相手の両脚や首を刈るのを得意とする。また火炎瓶を使った攻撃も得意でありその中身は南田の兄貴直伝のガソリンとバター+砂糖を混ぜた特製品で体にまとわりついたら炎が消えにくい仕様になっている。なお、この火炎瓶を仕込むのは舎弟の役目で一日20本がノルマであり小峠と南雲自身も当時の兄貴分「火炎瓶の南田」からの命令によりやらされた経験がある。
ある日、半グレの粛正時に運悪く警察に捕まり2年の懲役を喰らった為、組からは離れていたが天京戦争終結後に合流した。そのせいで抗争に参加できなかったことを悔いている。登場は京極組のオネェキャラ高砂と同時期である。
羽王戦争の際、戸狩派のNo.3であった武闘派、室屋を急襲。このときは自身も病院から暫く出られないほどの重傷を負ったが、室屋には再起不能になるほどの深手を与えていた(南雲自身は倒し切ったと思っていたが、実際は下半身、左手が不随になったものの命を奪う事は出来ていなかった)。しかし阿久津の葬儀から病院に戻った際、室屋が命と引き換えに敢行した自爆攻撃の爆風に巻き込まれ命を落とす。

#### 小峠華太の舎弟
飯豊朔太郎（いいとよ さくたろう）
身長177cm。9月8日生まれ。
元々は負け知らずの暴走族の総長で、極道組織は上下関係が厳しいにも関わらず雑用を嫌がっていたなど傲慢な面があった。しかし、組長の命令で初めて鉄火場に同行したとき、敵に足を刺されたうえ、実際に殺し合っているのを見て萎縮してしまい、さらにその際の傷が完治したあと小林に完膚なきまでに叩き潰されてしまったことで性根を入れ替えた。
天京戦争では冨樫を倒した相良を執念で報復して以降一皮剥け、彼は武闘派へと進化した。
羽王戦争では小峠と共に静岡に赴き、真正面から陽動作戦を敢行してこの時最も強力だった護衛の一人である戸狩派の幹部・室屋をおびき出すことに成功し、小峠の高見沢暗殺も成功させるが二人揃って重傷を負い、一時は闇医者に運ばれて療養していた。しかしのちに戸狩派による襲撃で阿久津を喪ってしまった事に一人憤った末、実行犯の一人である岸本隆太郎を単身で奇襲し、殺害している。
羽王戦争終結後は、暴走族時代から維持していたリーゼントをやめてさっぱりした髪型になり、服装も愛用のスカジャンから大人びたスーツに変えてより一層極道らしいスタイルにチェンジした。また、空龍街で無差別テロを引き起こしたテロ組織「日滅軍」のリーダー、松村を一騎打ちの末に撃破するなど、武闘派の舎弟として著しい成長を遂げつつある。
小峠が重傷を負い意識不明の重体となったときに主人公とナレーションの代役を担当していた。
組に入った今でも自宅から通勤していることから、両親との関係は悪くない模様。

速水泰輝（はやみ たいき）
身長172cm(以前は身長169cmであった)。3月26日生まれ。序列としては宇佐美の上にあたる。
天然気味で並の半グレにも勝てないほど喧嘩も弱いが、それでも根を上げない根性の持ち主。また工藤から死体処理を任されてもほとんど動じないなど胆力もある。しばしば小林から「かわいがり」を受けているが基本的には仲が良く、兄貴達の中でも特に小林を尊敬している。
初期は毎回喧嘩に負けては兄貴達に泣きつくというギャグキャラのポジションだったが、助けてもらった兄貴達への感謝や自身の失敗の反省がほとんど無かったため、とうとう堪忍袋の緒が切れた小林に「お前、今日で天羽組を辞めろ」「お前みたいなのがいるから組が舐められる」と凄絶なヤキを入れられてしまう。さらに比較的優しかった小峠からも組を辞めることを進言される羽目に。しかし、それ以降は自らの甘さを反省し逞しくなり、彼らから認められるようになった。
小峠と浅倉の戦闘中、工藤と共に助けに入り、工藤が時間稼ぎをしている間、重傷の小峠を闇医者まで運んだ。また、城戸が天羽組事務所に侵入する前に、和中と小林に電話し彼らを村雨町から事務所に戻すなど、サポート役としてはまあまあ有能である。また、工藤清志の息子である工藤亘清が半グレに襲われているところを身を挺して庇うなど最近では良き先輩としての一面もみられる。
飯豊とは同期らしく、彼のことを「飯豊くん」と呼んでいる。なお、飯豊からは呼び捨てされている。
組に入る前はただのフリーターであり、極道に入った理由は「何となくカッコ良さそうだから」というあまりに軽いものだった。なお、工藤清志から「親元に帰れ」と言われたときに両親はいないと答えたが、両親がいない理由は不明。
天羽組関連の状況整理動画では飯豊と共に解説役を務めることが多い。

宇佐美純平（うさみ じゅんぺい）
頭の切れる若手の舎弟。身長178cm。7月3日生まれ。序列としては速水の下、工藤亘清の上にあたる。天羽組には小峠にボコられて組に連れていかれる形で入門した。
若輩ながらも胆力が強く、南雲からも若い頃の小峠を見てる様だと評されている。
羽王戦争では天王寺組武闘派、韮沢に狙われて窮地に陥る小峠を、負傷の身でありながらも加勢に駆けつけたり、また自分達に怪我を負わせた半グレの粛清に自ら名乗りを挙げるなど精神力は兄貴達に勝るとも劣らない。渡世に入る前は、後に組員となる慶永龍生に憧れていたこともある。
天城戦争の直前、小峠、青山と共に家入組の本拠地である閏間地区に入ったが、家入組長の護衛をしていたところ道中で神城組の長門碧とその舎弟達に遭遇してしまい、思わぬトラブルが発生したことで長門と交戦する羽目に陥る。結局は善戦虚しく、長門によるナイフの突きによって致命傷を負い、短い極道人生を終えた。その過程で、組長である家入と護衛の柴原も長門らによって殺されたことで、遂に天城戦争が開戦。激化の一途を辿ることとなる。

工藤亘清（くどう こうせい）
羽王戦争で殉職した工藤清志の実子。入門時20歳。
父に生き写しの容姿を持ち、その父の若い頃の姿を知る野田と須永が涙ながらに錯乱したほど。
人格者である父を尊敬しており、3ヶ月に1回しか会っていない中で教わってきた仁義や人としての生き方を重んじている。
天羽組への入門を長いこと志してきたが、父清志は裏社会に踏み入れてほしくないと願っており、天羽もその意向を遵守していたが、工藤が殉職し手柄目的で命を狙われる可能性も薄れたことから見学という形で仮入門した。当初は「工藤にとって代わる偉大な存在になる」という意志に駆られ若干生意気な態度をとっていた。特に弱いとはいえ一応先輩である速水を見下しており、「速水の兄貴って頼りないですよね…」とも発言していた。
その後鉄火場に無断で足を踏み入れ半グレに刺されそうになっていたところを須永らに助けて貰い、小峠に殴られて「親父が凄かろうとお前はただの下っ端なんだよ！　勘違いもいい加減にしとけ！」と怒鳴られ、須永に「誰もお前に工藤の兄貴になれなんて言ってない」「工藤の兄貴とお前は別人格だ」と説得された後、小峠から「背伸びせず1日1日頑張れ」と励まされる。以降は新人の舎弟として地道に努力していく決意を固めたこともあり、正式に天羽組に入門した。
初登場回では清志の息子であることを鼻にかけていたが、現在は「何者でもない自分（私）」が口癖になっている。
柔道は段持ちで、小峠も「元より才能のある奴」と評している。現時点での実力や覚悟は清志はおろか小峠にも劣るが、少しずつ成長している。
伊集院シリーズにも永瀬と共に登場し、足が不自由な息子を殺害された母親が極右団体の構成員に拉致されそうになっていたところを救出している。

茂木功志郎（もぎ こうしろう）
羽王戦争の後に天羽組に入った新人舎弟。
かつては大阪の半グレ組織「煮苦酔(にくすい)」の構成員だったが、天王寺組に強制的に傘下にされたことで高いミカジメ料を吸い上げられており、組織の他のメンバー共々反感を抱いていた。しかし天羽組であることを隠して大阪に来た小林、速水が組織に潜入した際、先輩として2人の教育を買って出たことで2人の知り合いとなった。だが時同じくして組織が天王寺組に反逆したことで、彼以外の主要構成員は大半が落命し、彼自身は小林の救援で生き存えている。
後に半グレをやめて、小林と速水の正式な協力者となる。そして羽王戦争の最終局面で重傷を負った小峠を自ら搬送したり、大嶽との和解に臨む天羽を送り届けたりと奔走しており、最終的に自らの強い意向も後押しして天羽組の一員となった。
新人ゆえに前のめりになってしまったり、兄貴達のクレイジーさに慄いたりすることも少なくないが、潔さと前向きな性格から小峠達も目をかけている。

水野陽太（みずの ようた）
羽王戦争の最中に組員となった若手構成員。茂木の同期にあたる。
主に組事務所での事務作業やラッキーの世話など裏方を任される事が多いが、元来真面目な人物のためかラッキーにも懐かれている模様。また、面差しがやや童顔寄りなため、女装してしまうと傍目では女子高生と見紛うこともある。
但し、ある事情から自分自身も自覚していなかったマゾヒズム的な一面が徐々に開花しつつあり、その度に小峠や香月に手痛くツッコミを喰らわされている。

慶永龍生（よしなが たつお）
天城戦争の直前に組員となった若手構成員。天羽桂司が自らスカウトして組に入った猛者。
かつては空龍街を拠点としていた暴走族『羅曇(らどん) 』の総長で、腕っ節の強い喧嘩自慢だった。だが、ある事件で小林に完膚なきまでに敗北。以降、自主的に事務所前を掃除する様になり、更に紆余曲折を経た末に天羽からの誘いを受けている。
暴走族あがりであるが、根性や精神力は天羽組の者達に勝るとも劣らず、ときには自分が傷つくことも厭わないストイックな部分もある。

北岡隆太（きたおか りゅうた）
小峠の舎弟を務めていた組員。若手ながらも武闘派の片鱗を覗かせる人物で、鋭利な串を相手に突き刺す戦法を好むことから『串の北岡』の異名をとる。3月23日生まれ。
小峠や他の兄貴達を敬愛する好人物で、カチコミ以外にもアリバイ会社の立ち上げなどシノギ関連でも組に貢献していた。だが、ブラジルマフィアとの武器取引の際、相手の言葉を完全に理解しないままとんでもないミスを犯してしまい、この一件が京極組を怒らせて彼自身への抹殺指令にまで発展してしまう(実際には北岡のミスも大きかったが、ときの京極組組長である日下がとある理由から自分に不利益を齎されることに怒り、半ば感情的に指示を下した背景もある)。
そして、黒焉街で抹殺指令を受けた一条康明と激突し、奮戦虚しく惨殺された。
彼の死によって天京戦争が幕を開けることとなる。

#### 京極の轍（旧：京極組の武闘派 久我虎徹）
主人公は久我虎徹。舞台となるのは地図上南西に位置する「黒焉街」。空龍街に負けず劣らずの繁華街があり、京極組のシマである。また、老舗の武闘派である河内組(現、獅子王組)との利権争いに勝利し、地図上南東に位置する「綾波町」の漁業組合の利権も持っている。天羽組との「天京戦争」前からシマを巡って城ヶ崎賢志率いる関東最大のマフィア組織「羅威刃（らいじん）」と「京羅戦争」にて敵対、羅威刃への勝利後は我妻京也率いる東北最大の半グレ組織「戒炎（かいえん）」と敵対し「京炎戦争」が勃発。更には戒炎との戦いの後、我妻とかねてより協力関係にあった香坂慎太郎率いるマッド・カルテル日本支部が「裏神」を名乗り独立。マッド・カルテル本隊からの刺客達も続々と現れる中、友好関係にある獅子王組と連携。「京獅子連合」となって、跋扈する二大組織に対抗することになる。
久我虎徹（くが こてつ）
声 - 伊藤タカユキ
「京極の轍」の主人公の1人で、9月1日生まれ。身長179cm。喫煙者である。京極組の若手中堅構成員で任侠を重んじる正統派の極道。それ云え先代組長の日下にはカシラの五十嵐と共に嫌われており無茶な命令などで煮え湯を飲まされていた。
赤いロン毛がトレードマークで床屋代には2万円ほどかかるらしい。
「赤鬼」こと紅林二郎とは学生時代からのライバルであり、高校時代にも互角に戦った過去がある。速さを武器としており、元々の素質に加えて死と隣り合わせの戦いを生き延びたことにより高い戦闘能力を持つ。
緑がイメージカラーと思われ、服や使用ナイフの刃の色や乗る二輪車の縁の色は緑色である。接近戦での殴り合いには「サンドナックル」を使う事が多い。ダイナマイト満載のトラックで相手のアジトへ突入し、爆破するのも得意である。

佐古大和（さこ やまと）
声 - ヤシロこーいち
「京極の轍」の主人公の1人。久我や守若の舎弟であり、「伝説の男」の異名をとる青年（但しこの呼び方をしてるのは守若だけ）。4月1日生まれ。
武闘派組織の一員であるが喧嘩は強いと言い難く、無自覚なお調子者の一面が強い。兄貴分である守若冬史郎からよく玩具にされている（但し、京炎戦争では組を裏切った鉄刀兄弟を、戦後には黒焉街の定食屋を襲った極左の半グレのリーダーを自ら仕留めるなど、武闘派として少しずつ成長している模様）。
極道として土壇場での胆力は持ち合わせており、加えて直接的ではないが間接的なサポートで組にファインプレーをもたらすことも少なくない。

五十嵐幸光（いがらし ゆきみつ）
六代目京極組組長。当時20歳の久我を京極組に導いた張本人。7月22日生まれ。身長174cm。仁義を重んじる人格者。過去に名無権三と名乗っていた(組の人間が代紋や名刺を無許可で売り捌いたとき、同じく販売していた名刺に勝手にその名前を入れられていた)
昔は日下の舎弟として付いていたこともある。守若が京極組に入る際にも一か八かに掛けて組に入れる決断をした。
「天京戦争」にて前組長の日下が天羽組の小林により殺害されたことで、組長に推薦され六代目組長を襲名した。戦闘力はかつては高かったとされる。
性格は堅気や下の物には優しく、昔からの任侠や仁義を重んじ、やや古風な好人物であり久我をはじめ若い衆には慕われている。
天京戦争では京極組の大義が無いと判った時点で単身、天羽組本部に丸腰で詫びを入れに行きケジメとして両手小指を自ら詰めた後、切腹を試みるが小峠に寸でのところで止められ九死に一生を得る。結果として前組長日下の尻ぬぐいをしたことになる。
その後は羅威刃との「京羅戦争」に突入していくことになる。

一条康明（いちじょう こうめい）
「俳句の一条」の二つ名で知られる京極組の最高戦力。ロングナイフを得物としており、敵の前に現れる際に五七五を唱える（俳句というよりは川柳である）。2月14日生まれ。身長は181cm。喫煙者である。
学生時代は野球少年であり、山本監督の指導を受けていたが、その監督がかつての教え子・田代によって妻共々惨殺された（田代は野球部員時代の喫煙が元で退部させられ、その数年後にテレビでインタビューされている監督を見て逆恨みの念に駆られた）際には怒りのオーラを発し、伊集院と共に田代が頭である半グレ組織・我琉羅（ガルラ）のアジトに乗り込んで全滅させ（田代は伊集院に引き渡した）、最後に監督の息子・大夢に自らのバッティング（ピッチャーは伊集院が引き受けた）で監督の教えを見せて感動させた。
また、一人息子を監禁されて長期間の拷問の末に殺害された女性の復讐依頼を受けた伊集院に「最初に彼女が頼ったのは俺達なので」と従犯2人を屠る提案をするなど（主犯の吉村は警察官僚の息子なので伊集院に頼んだ）非常に義理堅い性格である。好物はハマチの握り寿司やプリン。味覚オンチであり、しばしば飲食物の誤りを周りの者に正される。

守若冬史郎（もりわか とうしろう）
声 - 畑耕平
「刺身包丁の守若」の二つ名で畏怖される京極組屈指の危険人物。時々暴走することもありそのせいで謹慎処分を喰らっていて物語に登場したのは後になってからである。1月21日生まれ。身長184cm。「【漫画】 京極組の守若…瞳孔が開く。 ブチギレて永遠に殺戮。」の回だけ、タバコを吸っていた。オレンジ色の半そでポロシャツと茶色のハーフパンツ姿が定番。久我の事を「久我くん」と呼ぶ。子供の様な無邪気さとアサシンさながらの冷徹さを併せ持つ兄貴分で、味方である久我も守若の思考が理解できず、幾度となく戦慄させられる。得意技は刺身包丁で相手の頭頂部をスライスして「カッパ頭」や「落ち武者」更には外道の3枚おろしと背開きや刺身にする事。また中国拳法「蟷螂拳」の達人でもあり素手での戦闘力も極めて高い。
サワー2杯で酔っぱらう下戸であるものの何故か酒は好きという変わった嗜好の持ち主。
舎弟の1人である佐古大和によく絡み「俺は伝説の男、佐古の手下だー」などとボケる。
幼少期は父親が生活苦から殺人犯となった事で親戚宅に引き取られたものの、叔母から侮蔑の目で見られ、周囲からは「殺人者の息子」として差別され、その中でいじめっ子に反撃した過程で自らに人殺しの才能があることに目覚める。更には叔母によってCODE-ELの袴田に売られ、そこで殺人術を昇華させるが、他人の痛みが分からない事から敵も多く、よく周囲と揉めており、瓜生とやり合う事もあった。そんな彼の状況を見た袴田が「このままでは上がお前を始末するかもしれない」と逃げる事を提案し、それに従ってCODE-ELを去る。
組織脱退後は日雇い仕事をしつつホームレスをしていたが、歪んだ優性思想に取りつかれた二人組の男が自分に優しくしてくれたホームレス仲間を焼き殺そうとしたのを返り討ちにし、そこにたまたまやってきた若頭、五十嵐幸光の目に留まり、行方不明の父親とも再会。更に五十嵐を狙ってカチコミにきた二人組の頭を刺身包丁で切り裂き、それが元で京極組に入る事になった。
組長である五十嵐の事を「イガオヤジ」（若頭時代は「イガシラ」）と呼ぶこともあるが、五十嵐の命令には絶対に逆らわず言う事は素直に聞く忠誠心は持っている。だが酒に酔った時はその限りではない。

近藤新平太（こんどうしんぺいた）
別名「メリケンサックの近藤」と云われる京極組の武闘派構成員。1月1日生まれ。身長181cm。日本語もカタコトだが何故か英語もカタコトである。久我の兄貴分であり、良き理解者でもある。京極組の中でも数少ない良識派の1人。普段は至極まともな人物だが戦闘モードに入ると言葉も会話も通じない狂人と化しメリケンサック（ナックルダスター）を嵌めた拳で「デスorデス⁉︎」や「デストロイ！」と叫びながら相手を粉砕する怪力の持ち主。
京炎戦争の後、以前より付き合っていた女性、明里と結婚した。

仙石薫（せんごく かおる）
声 - 猫絵十兵衛
京極組の武闘派構成員の一人で、「メリケンナイフの仙石」の異名を持つ狂人。　
美男子と言っても過言ない顔立ちに加えて、いかなる時も「センス」を重視するナルシスト。しかし高い視野の広さと視野の広さと苛烈かつ冷酷な戦闘能力から京極組の内外でも非常に畏怖されている（戦闘では得物である特殊武器「メリケンナイフ」で相手の急所を的確に破壊していく)。
但し久我や一条と同様に基本的には良識派であり、半グレの悪質なやり方や先代組長、日下のやり方に異を唱えるなどの矜持は持ち合わせている（日下に意見したことで一時黒焉を追放されていたが、五十嵐が組長を担うようになって呼び戻された）。ハイテクにも明るいという特性もある 。刺青は トライバルタトゥーをかたどったものである 。

犬飼鷹四郎（いぬかい ようしろう）
京極組の武闘派構成員の一人で、久我虎徹の同期。別名「スレッジハンマーの犬飼」。
組員の中でも非常にたくましい筋骨隆々とした青年で、重量武器であるスレッジハンマーを軽々と振り回す膂力や並外れた打たれ強さ、タフネスを秘めている(同時に任侠者らしく義理堅く潔い人物であり、久我や他の構成員からも信頼されている。身長１８５㎝。
もとはとある外道を守っていた半グレであったが、外道の粛正に現れた久我と一戦交えたことで面識を持ち、ほどなくして自から京極組に入門志願してきた。その後は任侠として組のために尽力し、また海瀬の死後、形見分けとして金砕棒を継承している。
京炎戦争では我妻との戦いで左手の人差し指を失う重傷を追ったが、戦後は髪も短髪にし、衣装も新しくしたスタイルで組員に復帰している。

野島翔（のじま かける）
京極組の若手構成員。久我の舎弟で、両手持ちの大斧を駆使する戦闘スタイルから『斧の野島』の異名で畏怖されている。5月19日生まれ。
久我を敬愛し、指示には真っ先に答える生真面目さと、敵対者には一切容赦しない狂気的な一面を併せ持っており、狂気が露になると所構わず斧を構える危険人物でもあった。
京羅戦争では同じく斧使いの実力者、東雲との戦いで左脚の膝から下を失い、戦後に義足をつけて復帰。その後の京炎戦争では舎弟の浪岡常吉を失った反動から狂気的な言動、雰囲気を濃密に纏っている。しかし戒炎のリーダー、我妻京也との戦いに敗れて命を落とてしまっている。

海瀬将悟（うみせ しょうご）
別名「金砕棒（かなさいぼう）の海瀬」と云われる京極組の武闘派中堅極道。8月3日生まれ。身長180cm。一条康明とは同期である。車に轢かれても鉄球に弾き飛ばされても立ち上がり戦闘を継続できる頑丈な肉体を持ち、持ち前の怪力で金砕棒を振り回し相手を骨まで粉砕する。
久我やカシラの五十嵐のような良識派を小馬鹿にした態度で見下し、悪徳医師のいる精神病院でのあくどいシノギにも手を染めていた。しかしそのシノギは組長の日下の指示の下行っていたことであり内心は辟易していた。久我も海瀬の事を根っからの悪人では無い事は分かっていたこともあり後に久我の土下座を機に和解する。
最後は戒炎の我妻との戦闘で力尽き命を落とす。

高砂明夫（たかさごあきお）
天京戦争で前組長の日下が亡くなった後に登場した良識派の極道で女装趣味がある。10月22日生まれ。身長184cm。初登場の回のみ、喫煙していた。久我の兄貴分にあたり「虎徹ちゃーん」と呼びかわいがっている。
元々はそういった趣味はなかったのだが、若いころのノンケ時代、オネェ系の店のケツ持ちに就いた時にママ？からお試しで女性メイクをされた影響から「あっちの世界」に目覚めたらしい。
生前の組長、日下が自分の舎弟を勝手に鉄砲玉にして使い捨てたことに猛抗議した結果、他府県の漁業関係のシノギ担当へと左遷させられた過去を持つ。そのせいで天京戦争に参加できなかったことを久我に詫びている。
天羽組の女装ヒットマン香月とは対照的に身長は184cmの筋骨隆々の体つきで「オネェ言葉」を使う。
以前担当していたオネェの店は今も営業しており、悩みのある風俗嬢や復讐を願う犯罪被害者たちの駆け込み寺にもなっている。店主のママ？は情報屋の一面もある。入墨は蓮。

六車謙信（むぐるまけんしん）
京極組若頭で二刀流の剣士。「白兵戦の鬼」とも云われる。12月18日生まれ。身長177cm。剣の流派は自身の戦争で培った「自己流」との事。殺人の罪で10年の懲役刑を喰らい出所時は五十嵐の出迎えを受ける。六車には内縁の妻が居たが当時壊滅に追いやった三島組の残党が恨みから拉致監禁される。カチコミに久我とともに乗り込み妻の救出に成功はしたものの復縁にはならなかった。天京との争で天羽組の剣豪和中と対峙した際、壮絶な切り合いで和中の剣を頬を貫通されながらも歯で受け止め和中から刀を奪ったところまで追いつめたが小峠の放った銃弾が命中。瀕死の状態となるものの、「この男は生かすべきだ」と和中が言い出し、小峠に闇医者へ搬送するように命じて一命をとりとめる。
京炎戦争では戒炎の№2、麻生成凪を壮絶な戦いの末に撃破。そして我妻の死後、抗争で命を落とした大園の代役として、若頭に襲名することとなった。刺青は阿修羅をかたどったもの である。

花沢伊織（はなざわ いおり）
京炎戦争の直前、京極組に新たに入門した若手との構成員。もとは京極組と懇意だった会社社長の三男坊で、父の会社が困窮したことで京極組に預けられることとなった。
極道らしからぬひょうきんな人物で、修羅場に巻き込まれると恐怖から失禁するほどに渡世に向いていない。しかし同時に軽薄そうな風貌に似合わぬ図太さ、メンタルの打たれ強さを持っており、良くも悪くもポジティブな人物。
久我、海瀬と共に出た初陣で二人（とくに海瀬）から強烈な洗礼を受けたことで、現在は未熟ながら組員としての自覚が芽生え始めている。

二階堂将平（にかいどう しょうへい）
京極組の中堅にあたる構成員。特殊な武器であるアームナイフを扱うことから『アームナイフの二階堂』の異名を取る。
日下が組長だった頃は仁義外れな行為に手を染めていたが、紅林二郎に鉄拳制裁されたことでシノギを潰されてしまっていた。後に五十嵐が組長になって以降は、敬愛する兄貴分の国生英明に「任侠を邁進していけば認めて貰える」と背中を押された末に心を入れ替えて良識派に転向していた。しかし京羅戦争で国生は他界してしまい、一時は自暴自棄になりかけたものの、今度は五十嵐自らが叱咤して再び立ち直らせている。
京羅戦争、京炎戦争を経た後は、裏方に転じて組の実務を担っている。

新城杏太郎（しんじょう きょうたろう）
2024年4月に登場した新キャラクター。竜桜町を拠点とするフリーランスの粛清屋で京極組の「客人格」。武器は電気カッターとナイフで人間を生きたまま切断することで別名「切断王」と呼ばれている狂人だが、接近戦での関節技や殴り合いにも長けている。
違法薬物を街にばらまく売人や麻薬組織を心底憎んでおり、そのような連中をターゲットにしているいわゆる「街の掃除屋」である。
京極組の正式な構成員ではないが、五十嵐組長の頼みで巨大麻薬組織「裏神（ウラカン）」の壊滅のため助っ人として京獅子連合に協力することになる。
序列では久我のほうが上だが自身の事を「兄貴」と呼ばせ久我の事を「久我の坊や」と呼んでいる。

日下考次郎（くさかこうじろう）
京極組五代目組長。仁義外れの外道であり一人息子の晋平（組員ではない）を溺愛している一方で良識派の久我や五十嵐を嫌っていて嫌がらせのような無茶振りをすることも多かった。元々は仁義を重んじる極道であったがある時、自身の舎弟が暴対法により食って行けなくなり組を去った後、恨みを持った敵対組織によって殺害されたのを見て「所詮、渡世は弱肉強食・金が無けりゃ仁義だけでは飯が食えない」と悟った。その後秘密裏に仁義外れのシノギ（麻薬の密売など）に手を出し組の財政に大きな貢献をして頭角を現す。その貢献から四代目が病の悪化により引退すると同時に五代目を襲名した。性格としては血も涙もない暴君であり京極組を私物化し組の資金を闇カジノに注ぎ込み大負けした挙句、五十嵐達に闇カジノ組織の壊滅を指示したり、バカ息子の晋平にはシマ内で京極組がケツ持ちしている店で好き勝手にやらせていたのにも関わらず、久我に晋平の護衛と尻ぬぐいをやらせていた。また卑怯者の一面もあって組長の権力を振りかざし組員は自らのために身を粉にして働くのは当然と思っている。自身の失態の尻ぬぐいのために瀕死の重傷を負った久我には礼や労いの言葉一つも言わなかった事もありその様子を見た久我は「どこかで死んでくれないかな」と思うようになった程である。また自分の舎弟を日下の独断で鉄砲玉にして使い捨てたことに抗議した高砂を他県の漁師町のシノギに左遷したりなどやりたい放題だった。当然誰からも尊敬されるわけでもなく組長としての資質や能力も皆無だった為に組の運営はカシラの五十嵐に丸投げしていた。総じて上司としては最低で外道商人としては一流である。
海外の麻薬密売組織「マッドカルテル」ともつながりがあり、最後はシマ荒らしと勘違いして一条に天羽組の北岡殺しを指示した事をきっかけに全面戦争に突入後、卑怯にも自身は安全なタワーマンションに愛人とマッドカルテルから派遣されたボディーガードに守られ雲隠れしていた。やがて天羽組の小林に潜伏先を突き止められ、外に出てきたところをドスで腹をグリンされて絶命した。

城ヶ崎賢志（じょうがさき けんし）
関東マフィア「羅威刃（らいじん）」2代目トップ。メガネとスーツをビシッと身に纏い一見、インテリに見える。幼少期に両親に捨てられ、暴力と恐怖、金で他者を支配するようになった。高い資金力とカリスマ性を宿しており、半グレの中には彼を心酔する者も少なくない。また自身も高い戦闘力を有している上に非常に用心深く、決して尻尾を掴ませない徹底した統制で京極組を翻弄した。
DVを行っていた父親を殺害した一方で母親を完全には憎悪しきっておらず、潜在的に母の愛情を求め続けていた。目を見るだけで相手が嘘をついているか見抜く能力を持つほか、死ぬことを「肉になる」と表現しておそれない特異な死生観を持ち極めて高い戦闘力を誇る一方、母の存在が弱点でもある。
天京戦争の最中、京極組事務所を爆破したことで明確な敵対組織となり、久我の舎弟の鷹橋をはじめ様々な組員を戦争で殺害している。
京羅戦争の終盤、偶然にも生き別れの母と再会。この時は普段の用心深さが微塵も無いほどに無防備な単独となっており、更には積み重なってきた母への感情が爆発して心中穏やかでは無くなっていた。その帰り道、自身の居場所を突き止めた一条康明と一騎討ちに突入するが、激戦の末に敗れて命を落とした。
息を引き取る間際、母に敢えて突き放す様な言葉を放って立ち去り、その後路地裏で死を迎えた。しかし遺体は腹心(後に3代目トップとなる)の東雲竜政に回収され、彼らの手で弔われた。

東雲竜政（しののめ りゅうせい）
城ヶ崎率いる羅威刃の主戦力にして、死後に3代目トップとなった男。外部から強い戦力を招き入れる傾向のある城ヶ崎が組織内部から見出した叩き上げで、分厚い斧を刀剣のように多彩に扱う剛柔を併せ持った実力者。通称「斧の東雲」。
青みがかった短髪と上半身に刻まれた数多のタトゥーが特徴の大男で、武骨な外見にたがわぬ剛力と冷静な観察眼から高い戦闘力を有する。
城ヶ崎を自ら弔った後、同じく羅威刃の生き残りであった秋元詩郎と共に3代目羅威刃を立ち上げ、全国の猛者達を羅威刃のもとに集結させて日本の裏社会の頂点に立つという野心のもとに動き出している（その過程で獅子王組の内紛にも介入しており、龍本雅幸を戦闘不能に追い込んでいる）。

我妻京也（あがつま きょうや）
声 - 大河望、伊藤タカユキ
東北マフィア「戒炎（かいえん）」トップ。敵を愛して行動パターンを全て把握する戦法を取るため、「愛の処刑人」と呼ばれる。
各地の半グレ組織を次々と傘下に収め戒炎を巨大組織に成長させる。同時に海外マフィアのマッドカルテルとも手を組み、麻薬の密売にも手を染めていた。
2歳で天涯孤独の身となり、古流武術家の田宮道三に本格的殺人術を叩き込まれる。以降は周囲の人間を全員敵とみなして荒れた生活をしていたが、愛する者である千尋と出会えたことで自身も正しい方向に歩み始める。
しかしその後、千尋と身籠っていた我が子を敵対していた半グレにより殺害され、絶望した末に上記の狂気じみた人格となってしまった。
当初は仙台を拠点としていたが、城ヶ崎の死に乗じて幹部の緋田、榊原、遊馬、角中、上堂、数多の戦力を伴って上京(途中から、No.2の麻生成凪とも合流した)。貴凛町を足掛かりに関東侵攻と京極組への攻撃を開始した。
最後は幹部達が全滅し、自身も京極組の守若との壮絶な闘いに敗れ絶命するが、現場に居た「戒炎」のメンバーたちは我妻の亡骸を回収せず放置したまま逃走してしまう。しかし後から来た久我によって我妻の亡骸は回収され、その後は千尋の眠る東北の寺に遺骨が預けられた。

香坂慎太郎（こうさか しんたろう）
声 - くまかつみ
日本に新たに誕生した新興麻薬組織「裏神（ウラカン）」のリーダー。
かつてはメキシコを拠点とする世界最大規模の麻薬マフィア組織「マッド・カルテル」の元日本支部長。しかし自身が日本人であるが故に、本部からの不遇な扱い、一部幹部達からの差別的な待遇に不満を募らせていたところ、我妻からの後押しにより離反。独自の麻薬組織として裏神を立ち上げた。
マッド・カルテルにいた頃から屈指の武闘派であり、戦闘力に加えて冷徹な策略家と物腰柔らかい(且つ部下へのホスピタリティが豊富)上司としての2つの側面を持つ。また、戦闘になれば自らも出向く実力主義的な一面もある。口癖は「魅力的」。
幼い頃は生まれながらに高い知識を持っていたが、そんな自分を疎んじた母親によって人身売買に売り飛ばされる。その後はメキシコの金持ち未亡人の男娼として数年間を過ごし、その後は紆余曲折を経てマッド・カルテルに落ち着いた。
裏神を率いるようになってからも著しく戦闘力が肥大化しており、マッド・カルテル本国にとっても危険視を免れない戦闘者へと成長している。

タンタン
香坂が日本に赴任した際、自ら連れてきた直属の戦闘員の一人。香坂にとっては弟分にもあたる存在で、自身も香坂を「香坂兄ちゃん」と呼ぶ。
態度や言葉遣いは幼い男児のそれであるが、拳銃の扱いに非常に長けており、持ち前の集中力も相まって非常に高い戦闘力を有している。

反町琥治郎（そりまち こじろう）
裏神の幹部構成員。元は戒炎の幹部構成員だったが、途中で離反し部下である烏丸瑞紀（からすま みずき）と共に裏神へ加入、トップの座を狙っている。
裕福な医者家庭に生まれ、秀でた才能を持っていたが、大学卒業後は愚連隊に入り、その頭脳で成果と経験値を上げていった。
他の何よりも科学の力を信じており、それを基に身体能力を最大限に発揮する戦い方をする。

鳳崎桔平（ほうざき きっぺい）
裏神の幹部構成員の一人で、組織きっての戦闘狂と畏怖される猛者。かつては神戸市を中心に負け知らずの豪傑であったが、香坂の檄に応じて上京。裏神の一員となった。
八極拳の使い手で、特に超至近距離での肉弾戦を十八番とする。
麻薬組織の幹部ではあるものの、薬や金ではなく強者との戦いを常に求めており、その向上心は香坂からも一目置かれている。

辰巳春希（たつみ はるき）
香坂の腹心にして、タンタンと共にマッド・カルテル時代から彼に付き従ってきた人物。高い実力を持つ戦闘者で、光を吸収する漆黒の刀身を持つ特殊な小太刀を愛用する。

モンテロ
世界最大規模の麻薬マフィア組織「マッド・カルテル」のボス。白髪のオールバックが特徴の壮年男性で、常に緊張感溢れる厳格な顔つきをしている。
香坂の裏切りを許さず、裏神殲滅と麻薬ルート確保を目的に本国の戦闘員を日本に送り込んでいる張本人。

ダヴィッツ
マッド・カルテル本部が裏神の殲滅と麻薬ルート奪還のために送り込んだ戦闘員の一員。
組織でもトップクラスの凶悪な戦闘力と、手段を択ばず嘘や恐怖を巧みに駆使して相手を欺く狡猾さを併せ持つ危険人物で、裏神のみならず京獅子連合からも抹殺対象として狙われている。また、負傷するほどに凶器を増幅させ、戦闘力を増大させることから「血のダヴィッツ」の異名で畏怖される。
口癖は「シビアだねぇ」。
香坂や京獅子連合と幾度となく死闘を繰り返したが、最終的に香坂のナイフで刺され息を引き取った。

ファビアンJr.
マッド・カルテル本部がダヴィッツと同時期に派遣した武闘派構成員の1人。メキシコの先住民族の出身。
抜きん出た洞察力と観察力、更には西洋剣を駆使した高い戦闘力を有する実力者であり、攻守ともに隙がない。但し、電話がかかってきた際には如何なる局面でも必ず受けるという特徴がある。

パク・ソジュン
マッド・カルテル本部がダヴィッツと同時期に派遣した武闘派構成員の1人。韓国出身。
自らをスターと称する派手好きかつ感情豊かな人物で、爆弾や拳銃などを駆使したトリッキーな部分とガンストックウォークラブを得物とした近接戦闘能力を併せ持つ。その実力に比例して美意識も高い。

ジェフ
マッド・カルテル本国が送り込んだ武闘派構成員の一員で、異様に発達した筋肉と巨躯、そして得物である極太の棍棒が特徴のオセアニア人男性。通称「鉄巨人」。
豪快かつ武骨な性格をしており、組織内でも屈指の膂力とタフネスを誇る怪物。口癖は「圧倒的」。
かつてはポリネシアの島国で両親や妻と共に暮らしていたが、フランスが行った核実験で家族を失い、自らも被爆。そんな時、島で秘密裏に麻薬の材料を栽培していたマッド・カルテルの復讐に加担。その後、リーダーであるモンテロのもとに赴いてマッド・カルテルの一員となった。
タンタンと交戦の末、頭部に銃弾を食らい息を引き取った。

パブロ
ダヴィッツ達、対裏神の派遣部隊が敗れた後、第二陣として送り込まれた戦闘者の1人。
一見すると大人しく無害な青年に見えるが、敵とみなした者は得物のダブルナイフで容赦なく切り刻む超一級の危険人物。事あるごとに涙を流していることから、「ダブルナイフの泣き虫」の異名で畏怖されている。

#### 元殺し屋のメロンパン屋 瓜生龍臣
主人公は瓜生龍臣とカリンの2人。舞台となるのは地図上中央西に位置する「貴凛町」。大きな公園があり、瓜生の移動式メロンパン屋はここで営んでいる。町に恩義を感じている瓜生は貴凛町の人々に仇をなすものは徹底的に粛清している。暗殺組織「CODE-EL」のトップが銀田栄角になってからは組織の反逆者として粛清対象になっており、毛利派の仲間と共に組織と対戦。壮絶な争いの果てに銀田栄角が投身自殺したことにより、毛利班が勝利を得る。抗争終結後、メロンパン屋を再開し、毛利が設立した「株式会社モーリー」の傘下企業として加入。毛利班の仲間たちも表では石鹸屋やかき氷店などの店を営み、裏では外道を狩る仕事に従事するようになるが、フィクサーである御前こと御堂鋼作が瓜生たちへの報復を巨大暗殺組織「エルペタス」に依頼したことから、新たな戦争が始まる。
瓜生龍臣（うりゅう たつおみ）
声 - ベルベる☆
元最強の殺し屋。アサシン。かつて暗殺組織「CODE-EL」に所属し「死龍」という二つ名を持っていたが、貴凛町の公園で口にしたメロンパンに衝撃を受け暗殺業から手を引く。それ以降は厳しい修行の末にメロンパンを教えてくれた師匠からキッチンカーを受け継いで移動式メロンパン屋『うりゅうのメロンパン』を営む。幼少期からの研鑽の中で沁みついた殺意を抑えるため右目を閉じているが、戦闘時には開眼する場合もある。初期の頃は喫煙者だった。
彼の作るメロンパンは非常に美味で、中でもアサシンの様に心に闇を抱えた者が食すと、号泣しながら舌鼓を打ってしまう代物らしい。
日ごろ世話になっている貴凛町を愛し、町の人たちを守ると誓っている。
エルペタスとモーリーが和解した後、御前直属のアサシン、周防律と榊長介に営業時間中に襲撃されて敗北。キッチンカーも破壊されて自身は長期にわたる昏睡状態に陥ってしまったが、後に(モーリーの仲間である町田寅泰の死と時同じくして)復活して御前一派の打倒に改めて動き出した。

香鈴（かりん）
声 - 猫島さゆり
「CODE-EL」元構成員。潜入・尋問とクリスタルナイフによる投擲を得意とする。またコンピューター関係でのハッキングやプログラミング、情報操作などにも深い知識とスキル持つ。瓜生の事を「龍臣（たつおみ）」天羽組の小林を「幸真（ゆきさだ）」守若の事を「冬史郎（とうしろう）」と呼ぶ。
現在は瓜生の営むメロンパン屋の看板娘を務めており、新製品の開発などをして売り上げの8割を稼ぎ出しているナイスバディな猫娘。
語尾に「じょ」、「だじょ」をよくつける。
瓜生に好意を寄せているような描写もある。　
一度だけ紅林二郎にお試しでバトルを仕掛けたことがある。

鶴城史之舞（つるぎ しのぶ）
声 - 小柴大始
「CODE-EL」元構成員。かつて毛利班と組織が戦った『EL戦争』において、瓜生と戦った最強クラスのアサシン。
組織によって誕生(後述の周防、冬馬も同じく)し、最高のアサシンと成るべく育てられたため、戦闘能力は瓜生に勝るとも劣らない。しかし内面には自分の強さや過酷な経験に裏打ちされた異常なまでの虚無感を抱えていて、瓜生に敗北するまでは常に自分を『困らせて』くれる相手に飢えていた。
組織壊滅後はモーリーには加わらなかったが、今後の生き方を悩みに悩んだ末におにぎり職人となることを決意。現在は自身の店『つるのおにぎり』を開店した。試食した瓜生によると味は魂が抜ける程、物凄く絶品との事。
エルペタスの一員であるイヌワシの子供の孝宏をCODE-EL時代に殺したと恨まれており、アサシンとなった彼との激戦で瀕死の状態に追い込まれてしまう。更にその知らせを聞いてやってきた下部構成員達にトドメを刺されそうになるが、偶然通りかかった紅林・西条によって救助・病院に搬送され、結果として長い時間を経て命を繋ぎ止めた。その後、イヌワシの愛息を手にかけた真犯人、エイジのことを知り、満身創痍のまま復讐に手を貸すこととなる。イヌワシの死後、その亡骸をエルペタスのもとへと還した。
瓜生が周防、榊の襲撃で昏睡状態となった際、怒りに震えて組織時代の冷徹かつ冷酷な自身に逆行してしまったが、荒れ狂う中で周防と戦い敗北。この時、金鳳に助け出されるも、共に行動していた町田を喪ってしまう。しかしその後、同じく満身創痍だった周防と再び対峙。アサシンから生まれ変わった自身として雌雄を決し、生還した。

智也（ともや）
声 - 西村隆主
CODE-ELに属していたトップアサシンで、忍者を思わせるスタイルと戦法を用いる青年。
数百年にわたり銀田家に仕えてきた忍の集団「鵺一族」の出身で、組織においてはトップである銀田栄角の側近を務めていた。常人では捉えられない卓越した隠形術と体捌きから「朧の鵺」の名で畏怖されており（瓜生をして「目の前にいるのに輪郭がはっきりしない」と評するほどに洗練されている）、また各種の暗器類、火薬を駆使して敵を圧倒する。
銀田栄角とは幼少の頃から従者として彼に仕える間柄であったが、銀田がかつての直向きさを失い冷酷になっていく様を目の当たりにしても尚、彼に仕え続けていた。しかし内心では非人道的な手段を厭わないまでに変貌した銀田の姿に悲壮を抱いており、幼子すら巻き込みかねない任務を強いられる中で自身の心すら軋んでいた。
最終的に瓜生と壮絶な戦いの末に敗北。直後に瓜生と毛利から提示された「化生ではなく、一人の人間として生きる」という新たな指針を宿して瓜生達の側につく事になった。
株式会社モーリー設立後は、毛利班のバース、組織崩壊後に合流したさゆりと三人でかき氷＆焼き芋の専門店「氷誕屋バース」を開店。自身は火薬のノウハウを活かした焼き芋担当として売り上げに貢献している。

バース
声 - 伊藤タカユキ
「CODE-EL」の元構成員で、毛利班出身のトップランカー。剣術に特化した暗殺スタイルが特徴で、組織時代は「日本刀のバース」の異名で畏怖されていた。
当初は香鈴や金鳳と同じく瓜生への刺客として命を狙ってきたが、後にEL戦争が勃発した際には瓜生達と合流して組織と戦った。戦後、毛利が株式会社モーリーを起業した際には、同じく戦友である鵺一族の智也、組織の後輩であるさゆりと3人でかき氷＆焼き芋の専門店「氷誕屋バース」を開店。自らは店長兼かき氷担当として日夜奮闘している模様。

金鳳智（きんぽうさとる）
「CODE-EL」の元構成員。身長179cm、金髪ロン毛の風貌で「骨砕きの金鳳」の異名を持つ関節技の名手で首の骨を折るのが得意。当初は組織を抜けた瓜生への刺客として送り込まれたものの悉く完敗。後日瓜生の誘いでメロンパンを口にした際あまりの美味しさに感動していた。組織の内紛「EL戦争」では毛利派に付き瓜生たちと共闘する。その後は株式会社モーリーに加盟し、手作りの金鳳石鹸を開業している。口癖は言葉の最後に「イヒッ」という。
エルペタスとの戦いでは、敵組織の有力政治家で、極右思想を持っていた秋月義一を自ら始末し、御前一派との戦いでは仲間である町田の仇、周防を鶴城との戦いにあえて割り込む形で乱入し、撃破した。
瓜生に対し好意？を持っているような描写がある。カリンに向かって「メス猫」と呼んだ際には「お前殺すじょ」と激怒されたこともある。
子供の頃は現天羽組の小林と共に「CODE-EL」にて「殺し屋」としての訓練を受けていたが、自分に支給された食事や毛布などを奪われたりクワガタを食べさせられそうなったりとひどいイジメに遭っていたため小林と会うと震えと汗が止まらないほどのトラウマなっている。

町田寅泰（まちだ ともやす）
「CODE-EL」の元構成員。毛利班ではなく袴田班の出身であるが、EL戦争後期に瓜生達に協力している。アサシン時代は『追跡者』として畏怖された腕利きでもあった。
アサシンであるが物事を大局的に見れる広い視野と、縁の下の力持ちに相応しい気配りの良さを持ち、モーリー全体においても良心的支柱として信頼されていた。
EL戦争後は金鳳が店長を務める『金鳳石鹸』の店員としてモーリーの構成員達を支えていたが、同じ袴田班の出であった鶴城史之舞が御前一派を倒すべく昔の冷徹な彼に戻ってしまったのを懸念して、彼に同行した。しかし鶴城と激突した周防、山本の猛攻に窮地に追い込まれ、自身は致命傷を負いながらも鶴城、金鳳と共に離脱したが、闇医者にたどり着いた直後に鶴城を先に搬送するよう伝えてから金鳳が戻ってくるまでの間に命が尽きてしまっていた。

毛利公平（もうり こうへい）
「CODE-EL」元教官。カリンや瓜生らを幼少期から育てた男。新たに組織のトップに就任した銀田の新方針を真っ向から否定し対立に至り、殺害命令を下される。組織解体後は「株式会社モーリー」を設立して飲食業を展開し、平行して暗殺依頼を請け負っている。瓜生からは「毛利のおっさん」と呼ばれている。

銀田栄角（ぎんだ えいかく）
「CODE-EL」トップ。組織の急進的な改革を進める派閥のリーダーであり、組織の運営に携わってきた名家、銀田家の次男。毛利と彼の一派を粛清対象にした張本人。組織を「金のためなら善人も堅気も容赦なく始末する」方針に強制的に転換させた元凶で、過去の経験から『善悪は立場が変われば変化するものである』という思想を持つ。EL戦争終盤においてCODE-EL本部に乗り込んだ毛利と戦闘し、自らの信念を貫き自害。

銀田栄山（ぎんだ えいざん）
政財界の名家・銀田家の現頭首で、現職の国会議員。銀田栄角の兄。
穏健で誠実な人格者であり、私腹を肥やすことなく常に国と国民のために心血を注ぐことを自らの理念とする。また、名家の出であるが弱者に寄り添う温厚さと、必要と思えば他者が棚上げしている問題すら取り組む柔軟さを併せ持つ。
アジア圏の支配という極右思想をぶち上げる政治家、秋月義一と彼が敵対者の排除のため差し向けるエルペタスに強い警戒を抱き、モーリーと協力関係を築いた。

祇園織文（ぎおん おりふみ）
声 - ヤシロこーいち
アジア圏を拠点とする暗殺者集団「エルペタス」に所属する殺し屋。コードネームは「オリオン」。
エルペタスにおける屈指の実力者だが、暗殺者としての冷徹さと何者に対しても屈託なく接するフランクさを併せ持つ人物。
もとは赤ん坊の頃から組織で生き抜いてきた実力者であり、同年代の世良、戸狩と共に組織最強クラスの戦力として君臨している。しかし同時に娘思いの父親でもあり、とある経緯で引き取った女の子、彩綾の前では子煩悩な一面を見せる。御堂鋼作の影武者が同期の世良や後輩のミストを愚弄したときには怒りをあらわにし最終的には大丸の命令により自身の手で殺害。

世良蓮二郎（せら れんじろう）
エルペタスの幹部にしてトップアサシンの一人。もとは政治一家の息子であったが、海外軍人の駐在が遠因で天涯孤独となり、エルペタスに拾われている。
アサシンとしての実力は非常に高く、なかでも投擲武器であるチャクラムの扱いに長けたトリッキーな一面を持つ。また自身も直属の実行部隊「世良班」を束ねるリーダーとして高いカリスマ性を秘めている。

ミスト
声 - KI
エルペタスに所属するアサシン。剣を得意とし、組織内でも並ぶ者のいない凄腕の剣士として畏怖されている。本名は鷺宮慎吾(さぎみや しんご)。
オリオン、世良と同じく幹部クラスのアサシンであるが、単独での任務を専門としている。 ただ、敵前逃亡を目論んだ構成員の処遇に関する考え方の違いから、先輩であるオリオンとの関係性は良好とは言い難い。
しかしトップである大丸への忠誠心は他の者以上に強く、また唯一の肉親である妹、幸子(さちこ)に対しては良き兄として穏やかに接している。
当初はエルペタスの方針もありモーリーと敵対関係にあったが、CODE-EL崩壊後も地力をつけていたバースに僅差で敗北。その後、組織が御前のもとを去った事で、他の同胞達共々モーリーと協力関係に落ち着いた。
御前一派との戦いの直前、想い人と巡り合えた幸子を祝福したが、その直後に乗り込んだ御前の邸宅で、ウラのアサシンの1人、野村寛次郎と激突。壮絶な戦いの末に致命傷を負いながらも御前に一矢を報いたが、駆けつけたオリオンの手で脱出。最期は幸子の前で彼女の幸せを願って世を去った。

イヌワシ
エルペタスの世良班に所属するアサシン。本名は鷲尾孝徳（わしお たかのり）。
「童謡を歌いながらターゲットを斬り捨てる」という特異な暗殺のスタイルを持ち、また狙う相手はその多くがアサシンであることから「殺し屋専門の殺し屋」の異名で畏怖されている。ロングナイフによる二刀流の戦闘を得意とする。
かつては裏社会に縁のない敏腕の実業家であった。しかし彼の台頭を疎ましく思った同業者が放ったアサシンによって、幼い息子を殺害されてしまう。この出来事によって強い憎悪を身に宿した彼は、自ら仇討のためエルペタスのアサシンに志願。血のにじむ鍛錬の末にトップアサシンの一角に上り詰めた。
当初は鶴城史之舞を犯人と思い重傷を負わせたが、後に伍代の調査で自らの息子を殺した真犯人が鶴城の顔を模した殺し屋、エイジと判明。鶴城と共に交戦し、壮絶な戦いの末に致命傷を負わされながらも復讐を果たした。しかし自身も助からないほどの重傷を負っており、最期は息子が好きだった童謡をかすかに口ずさみながら息を引き取った。
後に亡骸はエルペタスのもとに送られ、遺骨も世良達の手で息子の眠る墓に収められた。

大丸泰公（だいまる やすきみ）
「エルペタス」最高権力者。日本を頂点としたアジア共栄圏の建造といった旧時代的な思想を持つ政治家などと接点を持ち暗躍する。御前から命を受けたことでモーリーの討伐を目論む一方、組織内や部下からの信頼は厚い。

御堂鋼作（みどう こうさく）
古くから日本の政財界に君臨している強大なフィクサー。通称『御前』。
かつては伊集院茂夫の両親と使用人たちを皆殺しにして、伊集院が裏社会に入る元凶となった存在。以前はCODE-ELと銀田を重用していたが、瓜生達が自分の機密情報を手に入れてマスコミに流したことを契機として彼らの抹殺を目論んでいる。自身は余程信頼してる人間の前にしか姿を現さないらしく、基本的には影武者で相手を圧力をかけた時に従う者か抗戦する者かを見極めている(なお、その影武者はエルペタスのアサシン達を挑発的な言動で罵った結果、怒り心頭に達した大丸の号令と祇園の手によって殺害された)。当の本人は独裁主義が好きで、民主主義を嫌悪している。

櫻田重信(さくらだ しげのぶ)
声 - 畑耕平
御前の右腕にして直属アサシン達を束ねる最高司令官。かつては銀田栄角以前にCODE-ELのトップであった存在。
冷静かつ冷酷な人物で、アサシンには感情や自我は不要という考えを持つ。

周防律(すおう りつ)
声 - 酒味たろう
御前直属のアサシンの一員で、鶴城史之舞と同じく CODE−EL最高傑作の一人。敵対者の排除を専門とした複数名で構成される『オモテ』のアサシンの一員。
アサシンとして高水準の戦闘力を有しており、中でも両手に装備した鉄の爪と並外れた指力による近接戦では無類の強さを有する。

冬馬辰之進(とうま たつのしん)
声 - 伊藤タカユキ
御前直属のアサシンの一員で、鶴城、周防と同じく CODE−EL最高傑作の一人。周防、榊と同じく『オモテ』のアサシンの一員。
アサシンの中でも明鏡止水とも言える程に冷静沈着な性格で、戦闘でも感情を一切出さず、感覚のみを研ぎ澄ます。 また、この冷静かつ無表情な性格故に攻撃に温度がなく、尚且つ非常に読みにくいという特徴を持つ。

榊長介(さかき ちょうすけ)
御前直属のアサシンの一員で、巨大な肉切り包丁を得物とする傑物。周防、冬馬と同じく『オモテ』のアサシンの一員。
一見すると金髪オールバックにアロハシャツ、サングラスというアサシンらしからぬスタイルをしているが、 巨大な得物を空気を切り裂くスピードで扱える程に規格外のパワーを誇る。また、 戦闘中には頻繁に謎掛けを出して、答えようがおかしな理論で斬り殺す等、内に秘めた狂気は底知れない。
10時間以上も昼寝するほどに睡眠が好き。

野村寛次郎(のむら かんじろう)
声 - KI
御前直属のアサシンの一員にして、 直接護衛する複数人の剣豪からなる『ウラ』のアサシン達の筆頭。紺色の長髪と糸目が特徴の青年で、 感情の読めない笑顔を常に貼り付けている。
洞察力の高さ、相手への対応の速さ、更には劇中随一の剣豪であるミストを以ても捌ききれない剣閃や抜刀術を誇る。

#### 殺し屋一族の闇金…三門一郎太
2023年5月から追加された新シリーズ。主人公は、闇金会社「ナツメ金融」の社長、三門一郎太。舞台となるのは黒焉街よりさらに西側に存在する「雲雀町」。ナツメ金融の事務所もここにある。金利は通常10日で2～5％だが、利息の支払いが一度でも遅れると10日で20％の「トニ」に変わる。モットーは「貸した金は鬼になっても取り立てる」ことと「取り立てる相手を間違えん」である。元々は秋月家という旧華族に仕える殺し屋であった三門が債務者からは徹底的に取り立てる一方で、外道によって搾取されている被害者に気づくと、その搾取している外道の元に殴り込みをかけ、その戦闘能力をもって護衛を倒し、莫大な債務を外道から取り立てる。
三門一郎太（みかど いちろうた）
元は秋月家に仕えていた三門家の殺し屋一族の末裔。戦闘能力は大変高い。初登場の回のみ、喫煙していた。ある時、秋月から三門一族を見放された挙げ句、秋月家が新たに雇い入れた雷一族によって当主であった父が暗殺された。結果、三門家は一家離散となり一郎太は行く宛ても金もなく路上を彷徨っていた。そこに先代社長の夏目が現れナツメ金融の2代目社長として拾われる。取り立てるべき悪人からどんな手を用いても債権を回収する。裏社会の中でも高い戦闘力を持つ反面、女性に（特に巨乳女性）対する耐性が皆無であり、克服のための努力をしている。闇金会社を運営する傍ら、父親の死の真相を調査している。返済から逃げようとする債務者には容赦ない制裁（カニ漁に乗るか、臓器を売る、保険に入って死ぬ）を加える。敵対者に対しては殺害することもしばしば。だが騙された債務者には請求せず、取り立てるべき債務者に法外な金額を吹っ掛けてから取り立てて、被害者へはその中から被害額を返金する優しさも持っている。
モーリーとエルペタスの戦争の最中、エルペタスに加担していた秋月家から莫大な負債を取り立てるべく一時的に瓜生と結託。最終的に当主の秋月秀一を自ら締め上げて大金を取り立てることに成功し、同時に秋月家との因縁を解消した。
尚、雷一族は父を殺めた仇ではあるものの、三門自身もかつては暗殺者であり恨む道理はないと結論。最終的に見逃したうえ、彼らの社会復帰と再出発のための融資も惜しみなく提供している。左利き。

大貫桃子（おおぬき ももこ）
ナツメ金融の受付嬢。金の匂いを嗅ぎ分ける能力が人一倍高いほか、「根性の桃子」の愛称を持つ。座右の銘は「金の切れ目が縁の切れ目」。
高級ブランド品にも目が無い。

部南忠志（べなん ただし）
特殊警察出身の現ナツメ金融メンバー。戦闘力も三門ぐらいに高いうえにビジネススキルも高い。座右の銘は「自分を天才と思い込めば天才になれる」。

夏目（なつめ）
ナツメ金融の初代社長。サングラスをかけた老人。秋月に裏切られ路頭に迷っていた三門を拾い社長職を引き渡し、現在は会長となっている。三門には「取り立てる相手を間違えねぇ！」と説いている。女性に対してお触りを伴うセクハラを行う癖がある。

#### 獅子王組舎弟・阿蒜寛太の地獄日記
主人公は阿蒜寛太。舞台となるのは地図上東に位置する「花宝町」。物騒な町ではあるが、夜はキャバクラが賑わいを見せる獅子王組のシマ。天羽組とは長年朱雀町の利権をめぐり、敵対している。また、昔は京極組と、綾波町の港の利権を巡り敵対していたが、現在は京極組が港の利権を獲得している。獅子王組の物語のテーマは「内部抗争」。現組長が認知症を患い、若頭の小御門が殺害されたため、次期組長候補である任侠主義の眉済 俊之と拝金主義の黒澤 航太郎が跡目争いで対立。獅子王組組長の認知症が進行しすぎた結果、組長の一言で組名が河内組から獅子王組へと変更される事態に発展。多数の死者を出したのち、黒澤の死によって内部抗争が終結した。
2023年6月14日の配信をもってシリーズは一度完結したが、組員の一人である井上月麦（いのうえ つむぎ）は、羅威刃と因縁がある久我シリーズなどに出演することになる。
さらに伊武や来栖も天羽組や紅林二郎のシリーズに登場することもある。
その後、マッドカルテルを裏切り分裂した麻薬密売組織「裏神(ウラカン)」に対抗する為に京極組と手を組み「京獅子連合」結成し共闘していく。
阿蒜寛太（あびるかんた）
声 - 岩田陸
眉済派に所属していた獅子王組1年目の新米舎弟。初登場時は20歳。
若手ゆえに戦闘能力や人間性は未熟であるが、それを補って余りある強いガッツを持つ。
かつては花宝町を中心に無軌道に暴れていたチンピラだったが、偶然出会った伊武に完膚なきまでに叩きのめされた末、組員としてスカウトされた(当時はまだ河内組だった)
京極組の久我や舎弟の野島、天羽組の小峠とも顔見知りである。
京獅子連合結成後は京極組の守若のオモチャにされそうである。

井上月麦（いのうえつむぎ）
「獅子王組の最終兵器」と云われるが、過去のことは不明で暗殺組織に所属していたとの説もある。武器の仕入れ先である海外マフィアの内部抗争に5ヵ月ほど派遣されていたが抗争終結と同時に帰国。龍本と伊武、阿蒜たちから大歓迎を受ける。帰国時は獅子王組の内部抗争には疑問を持っていてどちらの派閥にも付かず中立を保とうとしていたが黒澤派同期の峰岸と舎弟の佐島の2人から襲撃を受けたことを機にに眉済派に付くことに決める。
京極組の守若との初顔合わせでは「相撲」という名の頭突き合いをして流血しながらも何故か意気投合。お互いを「マブダチ」と呼び合う仲になる。
天羽組の小峠ともド突き合いをしたこともあるが、鬼気迫るほどの「覚悟」と「気合」を認め小峠に謝罪した上、敵のヤサに共闘でカチコミに行った。

伊武隼人（いぶ はやと）
声 - 徳本恭敏
眉済派の最強戦力。別名「鋼鐵棒の伊武」と云われる。別名の通り自分の背丈より長い鋼鐵棒を自由自在に振り回す怪力とスピードの持ち主で半グレを二人まとめて鋼鉄棒で串刺しにしたという武勇伝もある。シマである花宝町の女子大生を狙う連続暴行魔を粛正に来たときは、たまたま同じ目的で居合わせた紅林二郎から暴行魔に間違われ戦闘状態になったこともある。その時は紅林のカタギとは思えない腕っぷしの強さと人間離れしたパワーを認めた。その後紅林からの謝罪があって和解の上共闘している。
口癖は「羨ましいねぇー」「羨ましくないねぇー」で語尾に「ねぇー」が付くが、登場当初は「羨ましくないなぁ」だった。
眉済と同様に任侠を重んじる極道である。腕相撲では「地球一強い」と自負しているが初対面の京極組の守若との腕相撲では30分の膠着状態になっても決着が付かなかった？。（結末は描かれていない）

龍本雅幸（たつもとまさゆき）
旧河内組時代は「特攻隊長」であり素手でのド突き合いのほかドスや拳銃の扱いにも長けていた。
身長は2メートル近くあるとされているが正確な数値は不明。
眉済派の金髪モヒカン頭の中堅構成員だが幹部級の立場の人間。良識派、仁義を重んじるタイプで舎弟からの信頼も厚い。紅林から３発のパンチを喰らっても倒れないタフな男で任侠のためなら命をも惜しまない。
羅威刃の東雲との闘いで袈裟切りを喰らい背中に深い傷を負った結果一命を取り留めたものの脊髄損傷により車いす生活になってしまった。
その後は獅子王組の相談役に就任し組事務所で専ら事務仕事と留守番を担当することになる。

柳楽和光（やぎら かずみつ）
旧河内組時代から伝説的存在として畏怖されてきた古参の組員。日本刀を得物とし、敵対した者を横薙ぎの一閃で切断してしまうことから「横一文字の柳楽」の異名をとる。

眉済俊之（まゆずみ としゆき）
元は獅子王組のナンバー4。眉済派のトップ。穏健派であり、任侠を重んじる極道で、力による殲滅よりも交渉で進める事を是としている。拝金主義の姿勢を取る黒澤と跡目争いを繰り広げる一方、京極組組長のの五十嵐とは古くから親交があり、その後はマッドカルテルから分裂した麻薬密売組織「裏神(ウラカン)」に対抗するため「京獅子連合」を結成する。内紛を早期終結させるため久我と犬飼を戦力として出向してもらったこともある。黒澤を葬った後は獅子王組の組長を襲名、行き場の無くなった元黒澤派の来栖や犬亥たちを受け入れる懐の深さも見せた。

黒澤航太郎 (くろさわ こうたろう)
元は獅子王組のナンバー3。黒澤派のトップ。武闘派。金欠になった後輩が道を踏み外したことから金の重要性を重く見ており、競合相手である眉済を理想主義者と見なしている。最後は眉済との一騎打ちで袈裟切りを喰らい絶命した。

犬亥鳳太郎 (いぬい ほうたろう)
黒澤派のメンバー。「赤ドスの犬亥」「現代の人斬り以蔵」異名を持ち柳楽と双璧をなす組織内トップの剣豪で古武術にも精通している。
「必要悪は存在し理想主義では生きてけない」という考えが根底にあるため黒沢派に付いていた。
年齢は35歳との説もあるが、別れた妻との間に梨香という娘がおり、今でも定期的に会いに行くほどの子煩悩である。

来栖光成（くるす みつなり）
黒澤派のメンバーで「獅子王組のエース」。河内組時代からの生え抜きで組の英才教育を受けた実力者であり人格者でもある。根っからの拝金主義ではなく基本的には任侠と仁義を重んじる。だが、長年貧乏な河内組での惨めな生活を味わってきた影響で「貧乏な組では任侠の精神は宿らない」の考えと「シノギの出きる者に任侠を教えた方が早い」との思いもあって黒澤派についていた。理想は「稼げて任侠のあるハイブリッドな極道」としている。また「継続できないシノギはシノギではない」との考えも持っている。
内部抗争で派閥の長、黒澤が亡くなった後は眉済組長からの説得と伊武や井上たちとの和解によって一つになった「獅子王組」に復帰することが出来た。
飴が好きでいつも「チュッパチャプス」キャンデーを口にしている描写が多い。

橘花清志郎（たちばな せいしろう）
黒澤派のメンバー。「暗器の総合商社」の異名を持つ戦闘狂で様々な暗器を駆使して敵を苦しめる。
頭のキレる人物で内部抗争では対立する眉済をあと一歩のところまで追いつめた。
幼少期は貧しいドヤ街で育ったため成り上がらないと意味がないという思想を持っているのでたまに兄貴分の来栖に突っかかることもある。
最後は井上月麦と斬り合った際、髪をストリートファイターⅡの「ガイル」のようにされてしまった。
抗争終結後は眉済から冗談で「破門」と言われたものの、恩赦もあり獅子王組に復帰し組のために頑張っている。

#### 天王寺組です
主人公は戸狩玄弥。かつて羽王戦争を通じて天羽組と激突した大阪の極道組織、天王寺組と、彼らの本拠地、鳳来町を主軸としたシリーズで、羽王戦争後の組を描いた後日談から発展した物語。仁義外れの小悪党や過激派思想団体、迷惑外国人といったシマ荒らしを成敗するといった小話的な内容に加えて、京都の保守派極道、五条組をはじめとした敵対組織との激突も盛り込んで描かれている。
戸狩玄弥（とがり げんや）
声 - KI
天王寺組の最強戦力の1人と謳われる武闘派極道。かつてエルペタスで育った生粋の戦闘者で、鋼鉄の戸狩の異名で畏怖される傑物。身長183㎝。11月11日生まれ。
戦闘部隊のトップ故の、狂人的な苛烈さや冷酷さを持つ一方、身内愛は非常に強く、舎弟達からも強く慕われている。但しギャグセンスはあまり良くなく、私生活も極道幹部にしてはやや生活能力が心許ない。
大阪でも部落として他の地区から酷く差別される赤森地区の南部出身で、幼少期は母親と二人暮らしをしていた。しかし、人身売買で攫われたためにエルペタスに買い取られ、アサシンとして育てられていく。後に、同期のオリオン、世良と並ぶ強者となって組織から抜け出した。
組織を離れた後、後に兄貴分となる大嶽のスカウトを経て天王寺組の門を叩く。それからは培った戦闘力やタフネスを駆使して組を支え、自らの派閥『戸狩派』を率いる猛者に上り詰めた。
羽王戦争では、城戸派の壊滅に伴い関東侵攻の第二陣として進出。綾波町を足掛かりに天羽組を攻撃し、阿久津俊朗を死に追いやった。終盤では単身で天羽組事務所に押し入り、香月、小峠を続け様に撃破。直後に駆けつけた和中蒼一郎と激戦を繰り広げたが、僅かな差で遂に敗れた。その後、天羽の采配で氷室の闇医者に運ばれて一命を取り留めてから大阪に帰還した。
幼少期から周りに強いられた理不尽な扱いや組織での非人道的な扱いを経験したことから差別について強い嫌悪を抱いている。また、母からは『差別する者に負けてはならない』と教わったこともあり、その教えを己の原点として刻み込んでいる。
2025年6月28日公開の動画にて、生き別れていた実母との再会を果たす。その際に、母がホステスとして勤務していた店の店長が失踪したために4日もの間監禁されていたこと、戸狩失踪後の6年間も行方を探しながら事務員として就職するも東京に転勤していたこと（東京に出ても機会を見て大阪に出向き、息子を探していたほど）、そして妹が生まれていたことを知らされるも、再会の喜びに大泣きした。

渋谷大智（しぶや だいち）
声 - 畑耕平
天王寺組の構成員にして、戸狩派の次席にあたる武闘派極道。自らを『リアルパーフェクトヒューマン』と称するほどに卓越した戦闘力と技術を有する戦闘者。身長181㎝。12月26日生まれ。
生まれ育った大阪を強く愛する生粋の関西人で、大阪独自の食文化や風習にも愛着がある(大阪でお好み焼き屋をしていた知人が東京に進出した時も、抗争の合間を縫って顔を出していた)。但しその反面、大阪や親しい人物を愚弄された時には強い怒りと共に粛清する苛烈な一面も持ち合わせている。
戸狩と同じく赤森地区の生まれで、自身は北部出身。同郷の戸狩とは互いに良好な関係が続いている。

三國貞治（みくに さだはる）
声 - 畑耕平
天王寺組の組長を務める壮年男性。
大規模組織の組長だけあって強い威圧感と存在感を有するが、基本的には気さくで気の良さを感じさせる人柄。部下の献身や働きぶりを『ポイント』として与える独自の習慣がある。また、洞察力も非常に高く、自身の懐に潜入しようとした小林の正体を看破した上で、尚且つ腹を割って真意を明かすなど肝の据わった人物でもある。
羽王戦争時は、関東侵攻を若頭の(同時に弟分でもある)大嶽徳史に一任していたが、決して放任していたわけではなく最終的に自らが責任を取るという真意を持っていた。その後、大嶽が自らの命で償いを果たした際には彼の遺志を汲んで東京、大阪間の確執をなくすよう親分衆に呼びかけた。

陣内賢斗（じんない けんと）
声 - ヤシロこーいち
天王寺幹部構成員にして、三國を直接護衛する組長直属部隊の一員。
戸狩の兄貴分にあたる人物で、天王寺組の中では知力、パワーを併せ持つ最強戦力の1人に位置付けられる。また、三國の護衛を担っているために視野も広く、気配察知についても高い水準にある。
ただ、人情家で涙脆い部分もあり、堅気や弱者に対して懐が深い(ときには全財産を惜しみなく提供しようとすることもある)。
加えて可愛らしい生き物に弱いところもあり、組が保護した子犬(鶴太郎&亀男)のつぶらな瞳に根負けして引き受けてしまっている。

白石玲士（しらいし れいじ）
声 - 小倉ミツハル
天王寺組の武闘派構成員。派閥に属しない遊軍の1人であり、渋谷の同期。
柄の長い鯨包丁を薙刀の様に駆使して敵を粉砕する戦闘者で、その実力は戸狩も一目置いている。
組員になる前はバンドマンをしており、当時の影響からか常に歌詞の様な台詞や言い回しをしている(但し、当時から性格は苛烈だったらしく、態度の悪い客や歌詞を馬鹿にする者は容赦なくギターで殴り付けていた模様)
かつては薙刀の家元の息子であったが、出奔してビジュアル系ロックバンドに転進。それから紆余曲折を経て天王寺組の一員に至る。

馬渕春斗（まぶち はると）
声 - 猫絵十兵衛
天王寺組の構成員にして戸狩派の一員。かつて羽王戦争にも参加していた剣豪で、『能面の暗殺者』と畏怖される実力者。身長180㎝。3月27日生まれ。
幼少期から鍛え上げた卓越した剣術に加えて、音によって状況把握や敵の情報を把握できるほどに特化した聴覚を持ち合わせている(この特性ゆえに、視界不良な場所や闇夜での戦闘では無類の強さを発揮できる)。
幼い頃、視覚障害のある親友と共に剣道道場に通っており、稽古の際は常に目隠しをした状態で打ち合っていた。こうした経験が聴覚を研ぎ澄ませ、能力を開花させる要因となった(後に親友が大怪我を負わされた時、暗い林に隠れた相手を聴覚だけで見つけ出して報復している）。

似鳥正男（にとり まさお）
声 - 小柴大始
天王寺組、戸狩派に属する若手組員(2年目)。かつては羽王戦争にも参加していた舎弟。
飄々とした雰囲気と若々しい容姿が特徴の青年だが、実は武闘派の中でも飛び抜けた狂人的思考の持ち主で、敵と見なした者には容赦なく制裁を下してしまう(戸狩も彼を「トップクラスにイカレている」と評している)。
羽王戦争時は目立った戦果を挙げてはいないが、最終決戦で相打ちとなった馬渕と永瀬を野田の提案で闇医者に担ぎ込んだ。

千堂成義（せんどう なるよし）
声 - 酒味たろう
天王寺組に所属する武闘派構成員。戸狩の一つ下。
「否定を知らん男」と言われるほどにポジティブな性格をしていて、如何なる状況においても常に前向きな解釈を勢い付きでぶち上げる、溌剌とした人物（伊集院茂夫も、「妙な方向にポジティブな男」と評している）。
鉄扇を得物として常に携帯しており、桁外れの腕力で振るうことで敵の頭蓋骨すら容易に叩き潰してしまう。

### 更新終了・移籍したシリーズ

#### 佐竹博文の数奇な人生
主人公は佐竹博文。佐竹は日常茶飯事レベルで病気や災難に見舞われて瀕死の状態に陥ることもあるが、そのたびに生還する。黒焉街の東に位置する「久遠町」(くおんちょう)に在住。2023年からは姉妹チャンネルの『バグアカデミア-漆黒の漫画-』に移籍し、『佐竹博文の数奇な人生 -新章-』が配信開始。後に三門シリーズへのゲスト出演の形で復帰する。
佐竹博文（さたけ ひろふみ）
声 - 杉田智和、ヤシロこーいち
死刑囚編で初登場。初回登場時は死刑制度について説明するためだけの人物であり、妻（根岸千恵）と近所の男性を殺害して死刑判決を下され死刑囚として収容されたのち死刑を執行される。2回目の登場以降は時間軸が初回以前の過去となっており、ボートスクールに入校させられ体罰・暴力を受け殺される寸前に陥ったり、感染症に感染して重症化し生死の境をさまよったりなど、毎回登場するたびに何らかの災難に遭い生命の危機に陥るが、そのたびに必ず生還する。
死刑囚編の動画では銀河万丈をイメージする声が当てられていたが、後の動画では担当声優であるヤシロこーいちの地声に落ち着いている。
2020年には彼の話題を詳細に語る単行本が発売されたほか、キーホルダー、タオル、Tシャツといったグッズも発売されている。

根岸千恵（ねぎし ちえ）
声 - 小倉唯、末次 由布子
佐竹博文の彼女（婚約者）。明るい性格の持ち主であり、また佐竹の最大の理解者でもある。
初登場回では佐竹の妻として登場し、佐竹に事実無根の不倫を疑われ殺害されてしまう。

綾瀬美桜（あやせ みお）
佐竹博文の隣人の19歳。ダンサーを夢見て上京したフリーターのギャルであるが、律儀な側面もあり、佐竹との関係は良好。

#### ドリームハンター・鬼頭丈二
主人公は鬼頭丈二。世界を股にかける奇食・秘境ハンターの鬼頭が様々な奇食を味わったり、秘境を探索したりする。当初は単独または現地で雇ったガイドとともに行動することが多かったが、のちに佐竹 博文や紅林 二郎、大陸最強の殺し屋元 雲嵐など、他の人物が同行することが多くなっている。秘境で強盗や危険な動物に襲われたり、自然災害に巻き込まれたりすることもあるが、自身の携行している道具や同行者の戦闘能力などにより難を逃れる。2023年からは姉妹チャンネルの『バグアカデミア-漆黒の漫画-』に移籍し、『奇食・秘境ハンター 鬼頭丈二』が配信開始。後にゲスト出演の形で復帰。
鬼頭丈二 （きとう じょうじ）
声 - 高橋広樹
奇食と秘境に目の無いドリームハンターであり、貿易系食品会社オーガヘッドフーズ創業者。他国の食文化に敬意を持つほか、食べ物を残すことを良しとしない性格の持ち主である。幼少期は極貧であり、足のくさい父親がいる。30歳ごろ事業の成功で10億円の資産を得て富豪になる。戦闘力は常人以上とされ、暗器や特殊武器もいざというときには使用する。

赤城永吉（あかぎ えいきち）
古来の暗器類を水面下で取り扱う老舗の骨董品店の息子。店の常連である鬼頭に誘われる形で彼の奇食探訪の仲間となる。
正体は室町時代より続く暗殺者一族の末裔で、古来の暗器や古武術を用いた忍の様な戦闘スタイルを持つ。

元雲嵐（げん うんらん）
中華服を纏った格闘家の青年。鬼頭丈二とは共に秘境を愛する冒険家の仲だが、正体は「大陸最強」と評される凄腕の殺し屋。裏中国拳法二大巨頭の一人でありその強さは作中トップクラス。エチオピアのダナキル砂漠を訪れていたときに鬼頭と出会って知り合い、以後、鬼頭の旅に同行するようになる。旅先で危機的状況に陥ったとき、持ち前の戦闘力と身体能力で鬼頭や他の同行者を幾度も救っている。
以前はEL戦争にも協力者として参戦しており、故郷を裏切った幼馴染、翠蘭を撃破。その後のモーリーとエルペタスの戦いでもオリオンと二度に渡って拳を交えている。

## 関連書籍
- 誰も教えてくれないダークな世界を覗く ヒューマンバグ大学 佐竹博文の壮絶な人生編（2020年9月26日発売、ヒューマンバグ大学著、株式会社KADOKAWA発行 ISBN 978-4-04-896847-8）

## テレビアニメ
2022年5月にはテレビアニメ化が決定し、同年10月から12月までTOKYO MXほかで放送された。「佐竹博文の数奇な人生」の主人公である佐竹博文を中心としたオリジナルストーリーが展開される。
放送期間中、ブルーレイボックス制作のためのクラウドファンディングを実施したが、目標金額に届かず終了した。

### あらすじ
死刑囚の佐竹博文は、ある日絞首刑に処せられるが、偶然が重なり奇跡的に蘇生する。しかし過去の記憶を失っていた。佐竹の身柄を引き受けた教授によれば、佐竹は何度も命の危険から奇跡的に生還しているのだという。佐竹は教授の元で自分の数奇な人生を少しずつ思い出してゆく。

### 登場人物（アニメ）
佐竹博文
声 - 杉田智和
主人公。他人から指摘されるほどに運が悪い。平凡なサラリーマンだったが、婚約者の千恵が浮気していると疑い、千恵と相手の男をメッタ刺しにして殺害し放火した容疑で死刑判決を受ける。重度の魚アレルギーの持ち主だが本人は収監中忘れていた。絞首刑に処せられるが、処刑前に食べた鯛の刺身でアナフィラキシーショックを起こし仮死状態になったのを即死したと判断されロープを外されたことで蘇生する。死刑から生き返るという前例のない事態で対応を協議する間、研究体として教授に預けられる。処刑後は過去の記憶を全て失っていた。その後飛行機で移送される途中メキシコ上空で落下。持ち前の強運で命の危険を何度も乗り越え、ついに真実に辿り着く。
教授
声 - 宇垣秀成
絞首刑から蘇生した佐竹を引き取った丸眼鏡に白衣の老人。本名ではなく「教授」と名乗る。第11話冒頭では「私の名前はたｎ」と言いかけて教授と言い直している。佐竹を「アンデッドマン」「ヒューマンバグ」と呼び、人類瑕疵研究所（通称・ヒューマンバグ大学）での研究体とする。次々トラブルに巻き込まれる佐竹を興味深く思い、面白がっている様子を見せる。
下田 正
声 - 内田雄馬
拘置所の刑務官。妹がいる。死刑囚の佐竹と親しくなるが、死刑現場に立ち会わされる。第5話で飛行機で移送される佐竹の同行者として佐竹に再会するが、私服警官の銃を奪い佐竹を射殺しようとする。被害者遺族を名乗る男に大金で雇われた上での犯行だったが、佐竹に説得され、さらに飛行機事故が重なり、犯行は未遂に終わる。
根岸千恵
声 - 小倉唯
佐竹の婚約者。バックパッカーとして各国を巡っていたとき、ジャックにストーカーされていたところを海外出張中の佐竹に救われる。佐竹と婚約したが、ジャックに拉致され、逃げ出したあと佐竹が死刑執行されたと聞き、アリゾナ州のホースシューベンドで飛び降り自殺しようとしたところを鬼頭に救われ、鬼頭の秘書になっていた。
神林修
声 - 烏丸祐一
根岸千恵と同窓会で再会した青年。ジャックに襲撃され惨殺された。
ジャック・スペイシー
声 - 斉藤壮馬
千恵がバックパッカーとして世界を放浪していた時出会った金髪碧眼の青年。千恵を執拗に付け回し、口笛を吹きながら現れる。伍代の調査では国際的犯罪シンジケートのボスの息子。猟奇殺人者・サディスト・ストーカーであらゆる悪事に手を染めている。佐竹を青林刑事やマジードを操って始末しようとしたが絶対に死なない強運の持ち主であることに興味を抱く。ベネズエラで千恵を誘拐し、街中に佐竹の賞金ポスターをばらまいて、マフィアのホセに斬首させようとしたが、伊集院たちに確保される。

### スタッフ（アニメ）
- 原作 - ケイコンテンツ（Youtube「ヒューマンバグ大学_闇の漫画」）
- 企画 - 江波戸憲司、末平アサ、平山勝雄、岩野貢、小濱直人、北條真
- 監督・キャラクターデザイン - 西山司[10]
- 医療監修 - 飯島治
- 法律監修 - 室谷光一郎
- シリーズ構成 - 中島直俊[10]
- 美術監督 - 山本練正
- 音響監督 - 大室正勝[10]
- 音楽 - 山下康介[10]
- 音楽制作 - 日本コロムビア
- プロデューサー - 吉田剛志、飯島江美子、丸山圭太、君塚耕太、谷洋一郎、谷口博康
- アニメーションプロデューサー - 山根万菜実
- アニメーション制作 - DLE
- 製作 - 「ヒューマンバグ大学」製作委員会（YTE、クランチロール、ケイコンテンツ、MAGNET、DLE、日本コロムビア）

### 主題歌
「CATASTROPHE」
NANOによるオープニングテーマ。作詞はナノ、作曲・編曲はシン・マナヒロ。
「BAD CITY（BUG HUMAN）」
Lowland Jazzによるエンディングテーマ。作詞・作曲はCASEY RANKIN、編曲は千葉岳洋。テレビドラマ『探偵物語』の主題歌である「BAD CITY」をヒューマンバグ風にアレンジした曲となっている。

### 各話リスト
| 話数 | サブタイトル                                                    | 絵コンテ         | 演出             | 作画監督            | 初放送日       |
| --- | --------------------------------------------------------------- | ---------------- | ---------------- | ------------------- | -------------- |
| 第1話 | 死刑囚 佐竹博文 婚約者を惨殺した…冷酷非情の男                   | 西山司           | 西山司           | 柿木直子            | 2022年 10月5日 |
| 婚約者と友人が浮気していると疑い、二人を惨殺して放火した死刑囚の佐竹は刑務官の下田と親しくなる。下田は佐竹の死刑執行の日、教誨室に彼の好物の鯛の刺身を用意する。佐竹は死刑執行の瞬間アナフィラキシーショックを起こしたことで窒息死を免れ蘇生するが記憶喪失となる。佐竹を引き取った教授は佐竹をヒューマンバグと呼び、佐竹は過去の記憶を辿っていく。 |                                                                 |                  |                  |                     |                |
| 第2話 | 命が消えていく…漂流48日死を招く幸運のコイン                     | 山脇光太郎       | 山脇光太郎       | 山脇光太郎          | 10月12日       |
| 佐竹は持ち物のコインペンダントを見て鬼頭丈二と船釣りに行ったことを思い出す。船が鯨と衝突して沈没、二人は救命ボートで漂流する。佐竹はペンダントを振って助けを呼ぶが、ダツに首を串刺しにされる。だが佐竹は鬼頭と共に生還する。 |                                                                 |                  |                  |                     |                |
| 第3話 | 拷問ソムリエ 伊集院茂夫 外道刑事を焼き殺す…煉獄の炎             | 佐藤充夫         | 佐藤充夫         | 柿木直子            | 10月19日       |
| 佐竹の過去。佐竹は刑事の青林隆雄（声 - 松山鷹志）から強盗の疑いで自白を強要される。青林は真犯人が逮捕されると佐竹をヤクザに頼んで山に埋めようとするが、拷問ソムリエ伊集院茂夫によって青林は制裁を受け佐竹も助けられる。 |                                                                 |                  |                  |                     |                |
| 第4話 | 死刑囚の恋人 根岸千恵 どこへ逃げても死…快楽ストーカーの殺人衝動 | 山脇光太郎       | 山脇光太郎       | 山脇光太郎          | 10月26日       |
| 佐竹の過去。海外出張した佐竹はバックパッカーの根岸千恵に出会い、現地で買った幸運のコインを渡す。千恵はカンボジアで知り合ったジャック・スペイシーにタイ、トルコとストーキングされ、ビルの中を逃げ惑う。偶然佐竹が助け、逃げ込んだ店で起こった性器収縮症候群に乗じて二人は脱出する。 |                                                                 |                  |                  |                     |                |
| 第5話 | 空飛ぶ棺桶 高度一万メートルの密室…死のダイブ                    | 大宮一仁         | 大宮一仁         | 柿木直子            | 11月2日        |
| 佐竹は突然別の施設に移送されることになり、教授と飛行機に乗る。そこで下田と再会。飛行中、下田は私服警官の拳銃で佐竹を殺そうとするが、飛行機のエンジンが爆発し乗客はパニック。佐竹はハイジャックを装い乗客に着陸姿勢を取らせるが、胴体に空いた穴から転落する。 |                                                                 |                  |                  |                     |                |
| 第6話 | 幼き命を奪う…マフィアの凶弾 命運尽きた死刑囚の最期              | エイティーエイト | エイティーエイト | 山脇光太郎          | 11月9日        |
| メキシコのスクールバス運転手トーマス・プラトー（声 - 加瀬康之）は大怪我をした佐竹を拾う。回復した佐竹はプラトーの仕事を手伝うが、ある日マフィアにバスごと誘拐される。佐竹は子供達と脱出するが、プラトーは佐竹を庇い射殺される。 |                                                                 |                  |                  |                     |                |
| 第7話 | 世界一マヌケな強盗 スラムに咲くおバカコンビ                     | 日野トミー       | 日野トミー       | 柿木直子            | 11月16日       |
| 不法入国者の佐竹は日本大使館を目指す途中でアカプルコに立ち寄るが、警官に財布を没収され一文無しになる。商店で強盗しようとしたアンドレ（声 - 土岐隼一）とミゲル（声 - 浜添伸也）を逃がした佐竹はスラムに身を寄せる。マフィアから逃れたカップルのマリア（声 - 小倉唯）とケビン（声 - 烏丸祐一）を助けようとした佐竹はマリアたちとマフィアに誘拐される。 |                                                                 |                  |                  |                     |                |
| 第8話 | 愛を喰らい合う獣たち 最凶処刑…ドラッグで人格崩壊                | 轟おうる         | 轟おうる         | 山脇光太郎 佐藤充夫 | 11月23日       |
| ケビン、マリア、佐竹はマフィアの「処刑場」に監禁される。マフィアのボスであるケンゾー・マジード（声 - 最上嗣生）は3人を3日間放置した上で強力なドラッグを嗅がせる。飢えたケビンとマリアは互いに噛みつくが、ミゲルとアンドレがトラックで突っ込み佐竹を救出。マリアとケビンは、ガス爆発で亡くなる。教授は下田に佐竹殺人を依頼したのがマジードであると突き止める。 |                                                                 |                  |                  |                     |                |
| 第9話 | 寄食ハンター 鬼頭丈二 友を奪う…終末の百雷                       | エイティーエイト | エイティーエイト | 柿木直子            | 11月30日       |
| 奇食ハンター鬼頭はメキシコの市場で食事中、佐竹と再会。鬼頭は佐竹を連れてベネズエラのカタトゥンボの雷を見に行く。佐竹は銃で脅す現地ガイドと揉み合いになるが落雷を受け、自分だけ助かる。鬼頭は佐竹帰国の手配をするため秘書を呼ぶが、現れたのは千恵だった。 |                                                                 |                  |                  |                     |                |
| 第10話 | 逃げ場ゼロ…燃え盛る病院 地獄の業火で灯る記憶                    | 大宮一仁         | 大宮一仁         | 山脇光太郎 佐藤充夫 | 12月7日        |
| 死んだはずの千恵と再会し驚く佐竹。神林芳江（声 - 小林沙苗）は伊集院に息子の修を殺した佐竹への報復を依頼する。芳江は死刑になった佐竹がまだ生きていると言う。佐竹の入院する病院が強盗に襲撃され爆発事故が起きる。佐竹と千恵は犯人のカルロス（声 - 山本祥太）を救助しようとするが入口が崩れたため屋上に向かう。千恵は犯人が落とした手榴弾で爆風消火を起こし、佐竹と隣のビルに飛び移り難を逃れる。伊集院は佐竹を迎えに行く教授を脅すが逆に歓迎される。                                                  |                                                                 |                  |                  |                     |                |
| 第11話 | 惨劇の同窓会 死刑囚が生まれた日                                 | 日野トミー       | 日野トミー       | 柿木直子            | 12月14日       |
| 教授は佐竹を迎えに出国。伊集院は伍代千隼（声 - 緑川光）から佐竹事件の映像を入手する。佐竹は記憶を取り戻す。佐竹を犯人に仕立てたのはストーカーのジャックだった。ジャックは修を殺し千恵を人質にして佐竹に罪を被るよう仕向けていた。佐竹たちは真実を告発しようと決意。伊集院も真犯人断罪に動く。ジャックが千恵を誘拐。ビデオ通話の映像からデイビッドタワー（セントロ・フィナンシエロ・コンフィナンサス）と推測した佐竹と鬼頭は車で向かうがトラックにはねられ、街には賞金つきのポスターが貼られていた。 |                                                                 |                  |                  |                     |                |
| 第12話 | 元死刑囚 佐竹博文 どこにでもいる普通の男                        | 大宮一仁         | 大宮一仁         | 山脇光太郎 佐藤充夫 | 12月21日       |
| 逃げ惑う佐竹をアンドレ、ミゲル、教授のトラックが救う。佐竹はデイビットタワーに潜入。ジャックはマフィアのホセ・クラウディア（声 - 手塚ヒロミチ）を放つ。ホセは佐竹を斬首しようとするが突然床が崩れ、佐竹はペンダントで首吊り状態になる。だが病院襲撃犯のカルロスが佐竹を引き上げ、佐竹は千恵と再会。ジャックは千恵を撃ってヘリで逃走するが、ヘリは伊集院のものだった。一命を取り留めた佐竹と千恵は帰国の途に着くが、乗った飛行機からまたも黒煙が上がっていた。                                       |                                                                 |                  |                  |                     |                |

### 放送局
| 放送期間                      | 放送時間                     | 放送局     | 対象地域 | 備考                                 |
| ----------------------------- | ---------------------------- | ---------- | -------- | ------------------------------------ |
| 2022年10月5日 - 12月21日      | 水曜 22:00 - 22:30           | TOKYO MX   | 東京都   |                                      |
| 2022年10月7日 - 12月23日      | 金曜 0:30 - 1:00（木曜深夜） | サンテレビ | 兵庫県   |                                      |
|                               |                              | BSフジ     | 日本全域 | BS放送 / 『アニメギルド』枠          |
| 2022年10月18日 - 2023年1月3日 | 火曜 23:30 - 水曜 0:00       | AT-X       | 日本全域 | CS放送 / 字幕放送 / リピート放送あり |

インターネットはAmazon Prime Videoにて見放題独占配信。2022年10月5日より毎週水曜日22時更新。

## 舞台演劇

### 第1弾
『舞台「華の天羽組」-天京戦争編- powered byヒューマンバグ大学』が、2023年12月9日から17日（11日休演）まで品川プリンスホテル クラブeXにて公演。全13公演。「華の天羽組-天京戦争-」シリーズの舞台版。

#### キャスト（舞台・第1弾）
天⽻組
- ⼩峠華太 - 馬場良馬
- ⼩林幸真 - 磯貝龍乎
- 和中蒼⼀郎 - 國島直希
- 野⽥⼀ - 碕理人
- 須永陽咲也 - 五十嵐啓輔
- 飯豊朔太郎 - 毎熊宏介
- ⼯藤清志 - 横山真史
- 北岡隆太 - 松田将希
- 冨樫宗司 - 笠原紳司
- 天⽻桂司 - 金山一彦

京極組
- 久我⻁徹 - 校條拳太朗
- ⼀条康明 - 杉江大志
- 六⾞謙信 - 林光哲
- 相良颯誠 - 千田京平
- 五⼗嵐幸光 - 大迫一平
- ⽇下幸次郎 - 篠原功

その他
- アンサンプル - 東井隆希、高橋晴輝、澤田圭佑、後藤真、橋本直也、小泉丞
- アンダーキャスト - 佐藤祐亮、木村一輝

#### スタッフ（舞台・第1弾）
- 原作：株式会社ケイコンテンツ
- 脚本：鈴木智晴（劇団東京都鈴木区）
- 演出：扇田賢（Bobjack Theater）
- 製作・主催：株式会社De-LIGHT

### 第2弾
『舞台「京極の轍 -京羅戦争編-」powered byヒューマンバグ大学』が、2024年5月17日から26日まで新宿FACEにて公演。全13公演。「華の天羽組-天京戦争-」の続編「京極の轍-京羅戦争-」の舞台化。 

#### キャスト（舞台・第2弾）
京極組
- 久我⻁徹 - 校條拳太朗
- ⼀条康明 - 杉江大志
- 六⾞謙信 - 林光哲
- 守若冬史郎-飯山裕太
- 五⼗嵐幸光 -大迫一平
- 仙石薫 -西川俊介
- 野島翔 -樋口裕太
- 高砂明夫- 伊勢大貴
- 佐古大和- 小椋涼介

羅威刃
- 城ヶ崎賢志-高崎翔太
- 設楽紀明-木村優良
- 小湊圭一- 谷水力
- 東雲竜政- 新井將
- 秋元詩郎- 清水一輝
- 高城蓮太郎-森本竜馬

その他
- アンサンプル - 後藤真、橋本直也　小泉丞、東井隆希、金井天馬、佐藤祐亮、樋野由樹子

#### スタッフ（舞台・第2弾）
- 原作：株式会社ケイコンテンツ
- 脚本：久保田唱 （ボクラ団義）
- 演出：扇田賢（Bobjack Theater）
- 製作・主催：株式会社De-LIGHT

### 第3弾
『舞台「華の天羽組 -羽王戦争編- powered byヒューマンバグ大学」前編』が、2025年5月17日から25日まで新宿FACEにて公演。全13公演。舞台の第1弾の続編ともいわれる。

#### キャスト（舞台・第3弾）
天羽組
- 小峠華太 - 馬場良馬
- 工藤清志 - 横山真史
- 小林幸真 - 磯貝龍乎
- 和中蒼一郎 - 國島直希
- 須永陽咲也 - 五十嵐啓輔
- 飯豊朔太郎 - 相澤莉多
- 南雲梗平 - 縣豪紀
- 永瀬光一 - 木村優良
- 香月紫苑 - 星元裕月
- 速水泰輝 - 佐藤祐亮
- 天羽桂司 - 林和義
- 野田一 - 碕理人（声のみの出演）

天王寺組
- 城戸丈一郎 - 君沢ユウキ
- 浅倉潤 - 千葉瑞己
- 室屋柊斗 - 輝海
- 韮澤伸次郎 - 湯川尚樹
- 苅込一輝 - 千田京平
- 大嶽徳史 - 萩野崇

その他
- アンサンブル - 後藤真、橋本直也、小泉丞、政宗、澤田圭佑、仲島瑠太

#### スタッフ（舞台・第3弾）
- 原作：勝雄燗（ケイコンテンツ）
- 脚本：久保田唱 （ボクラ団義）
- 演出：扇田賢（Bobjack Theater）
- 製作・主催：株式会社De-LIGHT

## 姉妹チャンネル

### エモル図書館〜時々、エビル〜
当初から平山が「ヒューマンバグ大学」と共にコンセプトを提唱していた姉妹チャンネル。「ヒューマンバグ大学」が闇の深い題材を取り上げるのに対し、こちらでは感動系の他エッチなストーリーが展開される。また恐怖系のストーリーや、歴史上の人物などの実在の人物を取り上げることもある。

### バベル裁判所〜闇の法律知識〜
上記2つのチャンネルに加え、法律という要素で視聴者に受け入れられることを狙って開設された姉妹チャンネル。
2019年からチャンネルを開設し毎日動画を投稿している。2023年現在は火・水・金・土・日の週5回の投稿をしている。作風は「法律を知らない者に牙を向く」とい法律知識に対する無知と誤った認識から苦難に陥る人々を描いた短編漫画を配信している。ストーリーは『ヒューマンバグ大学』同様1人の語りから展開している（中には、鬼塚ライオット、巻島信一、不動芦弥は本人ではなく語り手はナレーターが担当している）。白石勇人や赤城啓作などシリーズ化されているキャラも居るが動画の題材とそもそもの性質からそちらを含めた主人公の大半は視聴者に対する反面教師であり、分かりやすいダメ人間又はどうしようもない者ばかりである（実在する世間を騒がせた犯罪者をモデルにした主人公も多い）。しかし、最近は同情できる主役の回も増えてきている。2023年4月より「バベル裁判所が生まれ変わります。」というフレーズと共にチャンネルを一新。「バベル裁判所~闇の法律知識~」から「~闇の法律知識~」が外され「バベル裁判所」となった他、白石勇人、笠霧智也、国見大作、赤城啓作の4名を中心に動画を投稿していくが発表された。また、リニューアルに伴い4名のキャラクタービジュアルが変更されている。「法律」の二文字はなくしたものの法律に無関係な者は減少傾向にありそのような動画はサブチャンネルの「バビロン全書」（旧バベル裁判所戦慄法廷）に投稿される。こちらのチャンネルはメインチャンネルでは、非公開になった動画やメインでは投稿できない事件の動画を再投稿している。

### ヒューマンバグ大学_ 裏口入学
精神の異常な事情を漫画にし国内外の歴史を取り上げている。当初のチャンネル名は「漆黒のジェイル〜Jet Black Prison〜」で、のちに「漆黒アカデミア 〜Jet Black Academia〜」と改名、2023年2月8日より「バグアカデミア-漆黒の漫画-」と改名、さらに2025年4月1日より現行名に改名。
ヒューマンバグ大学の大幅な路線変更により、2023年度からは主要キャラクターの一角だった佐竹博文と鬼頭丈二の2人がヒューマンバグ大学から移籍している。主要キャラクターとしては佐竹と鬼頭の他、佐竹と同レベルの不幸体質である佐伯・ゼッターランド・博子や、自殺志願者および外道に拷問を加えることを生き甲斐としている拷問蛸などがいる。

### モノクローム〜色眼の囚人〜
2022年6月3日開設。異世界「モノクローム」に転生し「ギフト」と呼ばれる特殊能力を授かった者が戦いを繰り広げる異世界バトル漫画。2023年9月2日の動画を最後に休止。